# فهرست خورشیدگرفتگی‌های سده ۱۹ (پیش از میلاد)
این فهرست شامل خورشیدگرفتگی‌های سدهٔ نوزدهم پیش از میلاد است که در طی دورهٔ سال ۱۹۰۰ پیش از میلاد تا ۱۸۰۱ پیش از میلاد روی داده‌اند. در این دوره، ۲۵۳ خورشیدگرفتگی رخ داد که ۹۳ مورد آن خورشیدگرفتگی جزئی، ۸۰ مورد خورشیدگرفتگی حلقه‌ای، ۶۳ خورشیدگرفتگی کامل و ۱۷ مورد نیز از نوع خورشیدگرفتگی مرکب بود.
| تاریخ           | زمان بزرگترین گرفت | چرخهٔ ساروس | نوع    | قدر    | مرکز گرفتگی         | مکان                                            | عرض مسیر               | منطقهٔ جغرافیایی | منبع(ها) |
| --------------- | ------------------ | ---------- | ------ | ------ | ------------------- | ----------------------------------------------- | ---------------------- | --------------- | -------- |
| ۱۹ ژانویه ۱۹۰۰  | ۱۲:۰۳:۲۵           | -۹         | جزئی   | ۰٫۴۷۰۶ | —                   | ۶۴°۱۲′جنوبی ۲۱°۳۰′غربی / ۶۴٫۲°جنوبی ۲۱٫۵°غربی   | —                      |                 | [ ۱ ]    |
| ۱۶ ژوئیه ۱۹۰۰   | ۰۳:۴۸:۱۰           | -۴         | جزئی   | ۰٫۵۵۳۷ | —                   | ۶۵°۰۰′شمالی ۱۰۶°۱۲′شرقی / ۶۵٫۰°شمالی ۱۰۶٫۲°شرقی | —                      |                 | [ ۱ ]    |
| ۱۴ اوت ۱۹۰۰     | ۱۵:۳۱:۵۳           | ۳۴         | جزئی   | ۰٫۱۰۷۹ | —                   | ۶۲°۴۲′جنوبی ۸۴°۴۸′شرقی / ۶۲٫۷°جنوبی ۸۴٫۸°شرقی   | —                      |                 | [ ۱ ]    |
| ۸ ژانویه ۱۸۹۹   | ۲۲:۴۰:۵۸           | ۱          | کلی    | ۱٫۰۲۴۸ | 01 دقیقه و ۵۳ ثانیه | ۵۵°۳۰′جنوبی ۳۲°۰۶′شرقی / ۵۵٫۵°جنوبی ۳۲٫۱°شرقی   | ۹۹ کیلومتر (۶۲ مایل)   |                 | [ ۱ ]    |
| ۵ ژوئیه ۱۸۹۹    | ۰۷:۴۵:۱۰           | ۶          | حلقه‌ای | ۰٫۹۴۷۶ | 05 دقیقه و ۰۲ ثانیه | ۵۵°۱۲′شمالی ۱۱۱°۳۰′غربی / ۵۵٫۲°شمالی ۱۱۱٫۵°غربی | ۲۲۶ کیلومتر (۱۴۰ مایل) |                 | [ ۱ ]    |
| ۲۹ دسامبر ۱۸۹۹  | ۱۳:۵۶:۵۹           | ۱۱         | کلی    | ۱٫۰۵۱۲ | 04 دقیقه و ۵۱ ثانیه | ۱۴°۱۲′جنوبی ۱۵۴°۴۸′شرقی / ۱۴٫۲°جنوبی ۱۵۴٫۸°شرقی | ۱۷۲ کیلومتر (۱۰۷ مایل) |                 | [ ۱ ]    |
| ۲۴ ژوئن ۱۸۹۸    | ۰۸:۰۸:۴۹           | ۱۶         | حلقه‌ای | ۰٫۹۵۱۹ | 06 دقیقه و ۳۶ ثانیه | ۹°۱۸′شمالی ۱۲۱°۰۰′غربی / ۹٫۳°شمالی ۱۲۱٫۰°غربی   | ۱۸۱ کیلومتر (۱۱۲ مایل) |                 | [ ۱ ]    |
| ۱۹ دسامبر ۱۸۹۸  | ۰۵:۱۸:۲۴           | ۲۱         | کلی    | ۱٫۰۱۷۶ | 01 دقیقه و ۳۵ ثانیه | ۳۶°۳۰′شمالی ۷۳°۵۴′غربی / ۳۶٫۵°شمالی ۷۳٫۹°غربی   | ۱۱۷ کیلومتر (۷۳ مایل)  |                 | [ ۱ ]    |
| ۱۲ ژوئن ۱۸۹۷    | ۱۲:۲۴:۲۴           | ۲۶         | حلقه‌ای | ۰٫۹۸۲۱ | 01 دقیقه و ۲۹ ثانیه | ۵۹°۲۴′جنوبی ۱۷۴°۴۸′غربی / ۵۹٫۴°جنوبی ۱۷۴٫۸°غربی | ۴۰۲ کیلومتر (۲۵۰ مایل) |                 | [ ۱ ]    |
| ۷ نوامبر ۱۸۹۷   | ۲۳:۵۴:۲۹           | -۷         | جزئی   | ۰٫۴۰۶۶ | —                   | ۷۰°۴۲′جنوبی ۱۲۴°۳۰′غربی / ۷۰٫۷°جنوبی ۱۲۴٫۵°غربی | —                      |                 | [ ۱ ]    |
| ۳ مه ۱۸۹۶       | ۱۶:۴۳:۴۲           | -۲         | کلی    | ۱٫۰۶۴۰ | 04 دقیقه و ۰۰ ثانیه | ۶۴°۲۴′شمالی ۷۷°۱۸′شرقی / ۶۴٫۴°شمالی ۷۷٫۳°شرقی   | ۴۰۷ کیلومتر (۲۵۳ مایل) |                 | [ ۱ ]    |
| ۲۸ اکتبر ۱۸۹۶   | ۰۰:۱۲:۴۲           | ۳          | حلقه‌ای | ۰٫۹۱۳۰ | 08 دقیقه و ۵۷ ثانیه | ۴۸°۰۰′جنوبی ۱۹°۰۶′غربی / ۴۸٫۰°جنوبی ۱۹٫۱°غربی   | ۴۴۹ کیلومتر (۲۷۹ مایل) |                 | [ ۱ ]    |
| ۲۳ آوریل ۱۸۹۵   | ۱۰:۰۰:۲۱           | ۸          | کلی    | ۱٫۰۷۷۰ | 06 دقیقه و ۴۵ ثانیه | ۱۲°۳۰′شمالی ۱۴۹°۱۲′غربی / ۱۲٫۵°شمالی ۱۴۹٫۲°غربی | ۲۵۱ کیلومتر (۱۵۶ مایل) |                 | [ ۱ ]    |
| ۱۶ اکتبر ۱۸۹۵   | ۲۳:۵۵:۴۵           | ۱۳         | حلقه‌ای | ۰٫۹۳۷۵ | 07 دقیقه و ۵۱ ثانیه | ۲°۳۰′جنوبی ۲°۵۴′شرقی / ۲٫۵°جنوبی ۲٫۹°شرقی       | ۲۳۲ کیلومتر (۱۴۴ مایل) |                 | [ ۱ ]    |
| ۱۳ آوریل ۱۸۹۴   | ۰۱:۲۱:۴۹           | ۱۸         | کلی    | ۱٫۰۳۰۲ | 02 دقیقه و ۳۶ ثانیه | ۳۶°۴۲′جنوبی ۱°۴۲′غربی / ۳۶٫۷°جنوبی ۱٫۷°غربی     | ۱۳۴ کیلومتر (۸۳ مایل)  |                 | [ ۱ ]    |
| ۶ اکتبر ۱۸۹۴    | ۰۵:۵۳:۲۸           | ۲۳         | حلقه‌ای | ۰٫۹۸۶۵ | 01 دقیقه و ۱۱ ثانیه | ۴۳°۲۴′شمالی ۶۸°۴۲′غربی / ۴۳٫۴°شمالی ۶۸٫۷°غربی   | ۶۷ کیلومتر (۴۲ مایل)   |                 | [ ۱ ]    |
| ۲ مارس ۱۸۹۳     | ۲۰:۲۶:۵۰           | -۱۰        | جزئی   | ۰٫۳۶۰۹ | —                   | ۷۰°۳۰′شمالی ۱۱°۴۲′شرقی / ۷۰٫۵°شمالی ۱۱٫۷°شرقی   | —                      |                 | [ ۱ ]    |
| ۱ آوریل ۱۸۹۳    | ۱۰:۳۴:۵۳           | ۲۸         | جزئی   | ۰٫۱۳۶۹ | —                   | ۷۱°۳۰′جنوبی ۵۷°۲۴′غربی / ۷۱٫۵°جنوبی ۵۷٫۴°غربی   | —                      |                 | [ ۱ ]    |
| ۲۶ اوت ۱۸۹۳     | ۰۹:۱۰:۳۲           | -۵         | جزئی   | ۰٫۴۵۷۰ | —                   | ۶۹°۴۲′جنوبی ۱۷۱°۴۲′غربی / ۶۹٫۷°جنوبی ۱۷۱٫۷°غربی | —                      |                 | [ ۱ ]    |
| ۲۴ سپتامبر ۱۸۹۳ | ۱۸:۴۶:۵۷           | ۳۳         | جزئی   | ۰٫۳۶۵۲ | —                   | ۷۱°۲۴′شمالی ۱۷۱°۳۶′غربی / ۷۱٫۴°شمالی ۱۷۱٫۶°غربی | —                      |                 | [ ۱ ]    |
| ۱۹ فوریه ۱۸۹۲   | ۲۰:۳۵:۰۹           | ۰          | حلقه‌ای | ۰٫۹۳۴۰ | 08 دقیقه و ۳۱ ثانیه | ۲۲°۲۴′شمالی ۵۰°۵۴′شرقی / ۲۲٫۴°شمالی ۵۰٫۹°شرقی   | ۳۱۸ کیلومتر (۱۹۸ مایل) |                 | [ ۱ ]    |
| ۱۶ اوت ۱۸۹۲     | ۰۱:۱۶:۵۸           | ۵          | کلی    | ۱٫۰۴۱۲ | 03 دقیقه و ۵۷ ثانیه | ۱۸°۳۶′جنوبی ۲۱°۳۶′غربی / ۱۸٫۶°جنوبی ۲۱٫۶°غربی   | ۱۷۵ کیلومتر (۱۰۹ مایل) |                 | [ ۱ ]    |
| ۸ فوریه ۱۸۹۱    | ۲۲:۵۵:۵۷           | ۱۰         | حلقه‌ای | ۰٫۹۶۹۰ | 03 دقیقه و ۳۲ ثانیه | ۲۵°۴۸′جنوبی ۲۴°۳۰′شرقی / ۲۵٫۸°جنوبی ۲۴٫۵°شرقی   | ۱۱۲ کیلومتر (۷۰ مایل)  |                 | [ ۱ ]    |
| ۵ اوت ۱۸۹۱      | ۱۳:۳۰:۲۹           | ۱۵         | حلقه‌ای | ۰٫۹۹۵۲ | 00 دقیقه و ۳۰ ثانیه | ۲۸°۰۶′شمالی ۱۶۱°۰۰′شرقی / ۲۸٫۱°شمالی ۱۶۱٫۰°شرقی | ۱۷ کیلومتر (۱۱ مایل)   |                 | [ ۱ ]    |
| ۲۹ ژانویه ۱۸۹۰  | ۰۸:۱۵:۴۸           | ۲۰         | کلی    | ۱٫۰۱۴۰ | 00 دقیقه و ۵۴ ثانیه | ۷۶°۴۲′جنوبی ۱۰۱°۲۴′غربی / ۷۶٫۷°جنوبی ۱۰۱٫۴°غربی | ۸۵ کیلومتر (۵۳ مایل)   |                 | [ ۱ ]    |
| ۲۵ ژوئیه ۱۸۹۰   | ۱۸:۴۲:۲۵           | ۲۵         | حلقه‌ای | ۰٫۹۴۲۷ | 04 دقیقه و ۰۱ ثانیه | ۸۶°۱۲′شمالی ۹۰°۱۸′شرقی / ۸۶٫۲°شمالی ۹۰٫۳°شرقی   | ۴۷۰ کیلومتر (۲۹۰ مایل) |                 | [ ۱ ]    |
| ۲۰ دسامبر ۱۸۹۰  | ۱۳:۱۲:۳۷           | -۸         | جزئی   | ۰٫۶۷۶۱ | —                   | ۶۴°۰۰′شمالی ۱۶۵°۱۸′غربی / ۶۴٫۰°شمالی ۱۶۵٫۳°غربی | —                      |                 | [ ۱ ]    |
| ۱۸ ژانویه ۱۸۸۹  | ۲۳:۰۶:۱۹           | ۳۰         | جزئی   | ۰٫۱۲۵۸ | —                   | ۶۶°۴۲′جنوبی ۱۶۱°۱۸′غربی / ۶۶٫۷°جنوبی ۱۶۱٫۳°غربی | —                      |                 | [ ۱ ]    |
| ۱۴ ژوئن ۱۸۸۹    | ۰۴:۱۳:۲۱           | -۳         | جزئی   | ۰٫۵۷۴۲ | —                   | ۶۳°۱۸′جنوبی ۲۵°۲۴′غربی / ۶۳٫۳°جنوبی ۲۵٫۴°غربی   | —                      |                 | [ ۱ ]    |
| ۹ دسامبر ۱۸۸۹   | ۰۳:۳۹:۵۸           | ۲          | مرکب   | ۱٫۰۰۷۹ | 00 دقیقه و ۴۸ ثانیه | ۹°۴۸′شمالی ۴۴°۱۸′غربی / ۹٫۸°شمالی ۴۴٫۳°غربی     | ۳۲ کیلومتر (۲۰ مایل)   |                 | [ ۱ ]    |
| ۳ ژوئن ۱۸۸۸     | ۱۰:۲۹:۵۴           | ۷          | مرکب   | ۱٫۰۱۱۵ | 01 دقیقه و ۱۳ ثانیه | ۳°۴۲′جنوبی ۱۴۹°۴۸′غربی / ۳٫۷°جنوبی ۱۴۹٫۸°غربی   | ۴۳ کیلومتر (۲۷ مایل)   |                 | [ ۱ ]    |
| ۲۸ نوامبر ۱۸۸۸  | ۱۲:۲۷:۳۶           | ۱۲         | حلقه‌ای | ۰٫۹۵۳۷ | 04 دقیقه و ۵۴ ثانیه | ۲۷°۲۴′جنوبی ۱۶۹°۴۸′شرقی / ۲۷٫۴°جنوبی ۱۶۹٫۸°شرقی | ۱۷۱ کیلومتر (۱۰۶ مایل) |                 | [ ۱ ]    |
| ۲۳ مه ۱۸۸۷      | ۲۳:۵۱:۱۵           | ۱۷         | کلی    | ۱٫۰۶۴۴ | 04 دقیقه و ۵۹ ثانیه | ۳۶°۰۶′شمالی ۸°۲۴′غربی / ۳۶٫۱°شمالی ۸٫۴°غربی     | ۲۲۶ کیلومتر (۱۴۰ مایل) |                 | [ ۱ ]    |
| ۱۷ نوامبر ۱۸۸۷  | ۱۳:۵۹:۱۰           | ۲۲         | حلقه‌ای | ۰٫۹۱۰۹ | 07 دقیقه و ۰۳ ثانیه | ۶۳°۳۰′جنوبی ۹۶°۲۴′شرقی / ۶۳٫۵°جنوبی ۹۶٫۴°شرقی   | ۶۸۸ کیلومتر (۴۲۸ مایل) |                 | [ ۱ ]    |
| ۱۴ آوریل ۱۸۸۶   | ۱۰:۱۳:۵۵           | -۱۱        | جزئی   | ۰٫۲۳۸۷ | —                   | ۶۰°۴۲′جنوبی ۶۵°۱۸′غربی / ۶۰٫۷°جنوبی ۶۵٫۳°غربی   | —                      |                 | [ ۱ ]    |
| ۱۳ مه ۱۸۸۶      | ۱۶:۵۸:۴۶           | ۲۷         | جزئی   | ۰٫۸۴۱۲ | —                   | ۶۱°۲۴′شمالی ۱۰°۰۰′غربی / ۶۱٫۴°شمالی ۱۰٫۰°غربی   | —                      |                 | [ ۱ ]    |
| ۷ اکتبر ۱۸۸۶    | ۱۹:۳۰:۵۱           | -۶         | جزئی   | ۰٫۱۶۲۴ | —                   | ۶۰°۳۶′شمالی ۱۵۹°۵۴′شرقی / ۶۰٫۶°شمالی ۱۵۹٫۹°شرقی | —                      |                 | [ ۱ ]    |
| ۶ نوامبر ۱۸۸۶   | ۱۳:۰۳:۰۱           | ۳۲         | جزئی   | ۰٫۰۸۱۰ | —                   | ۶۱°۰۶′جنوبی ۵۳°۳۶′شرقی / ۶۱٫۱°جنوبی ۵۳٫۶°شرقی   | —                      |                 | [ ۱ ]    |
| ۳ آوریل ۱۸۸۵    | ۰۰:۱۱:۴۰           | -۱         | مرکب   | ۱٫۰۱۱۷ | 00 دقیقه و ۵۶ ثانیه | ۳۹°۳۰′جنوبی ۲۷°۵۴′شرقی / ۳۹٫۵°جنوبی ۲۷٫۹°شرقی   | ۵۶ کیلومتر (۳۵ مایل)   |                 | [ ۱ ]    |
| ۲۶ سپتامبر ۱۸۸۵ | ۰۳:۴۳:۱۳           | ۴          | مرکب   | ۱٫۰۰۴۵ | 00 دقیقه و ۲۱ ثانیه | ۴۳°۰۶′شمالی ۲۶°۰۰′غربی / ۴۳٫۱°شمالی ۲۶٫۰°غربی   | ۲۲ کیلومتر (۱۴ مایل)   |                 | [ ۱ ]    |
| ۲۳ مارس ۱۸۸۴    | ۰۷:۱۴:۵۳           | ۹          | حلقه‌ای | ۰٫۹۶۲۵ | 04 دقیقه و ۰۴ ثانیه | ۳°۰۰′جنوبی ۱۰۵°۰۶′غربی / ۳٫۰°جنوبی ۱۰۵٫۱°غربی   | ۱۳۶ کیلومتر (۸۵ مایل)  |                 | [ ۱ ]    |
| ۱۵ سپتامبر ۱۸۸۴ | ۱۸:۰۰:۵۹           | ۱۴         | کلی    | ۱٫۰۵۱۸ | 04 دقیقه و ۲۰ ثانیه | ۹°۱۲′شمالی ۹۱°۵۴′شرقی / ۹٫۲°شمالی ۹۱٫۹°شرقی     | ۱۷۲ کیلومتر (۱۰۷ مایل) |                 | [ ۱ ]    |
| ۱۲ مارس ۱۸۸۳    | ۰۸:۱۱:۵۸           | ۱۹         | حلقه‌ای | ۰٫۹۳۴۷ | 06 دقیقه و ۴۱ ثانیه | ۳۷°۴۲′شمالی ۱۴۵°۲۴′غربی / ۳۷٫۷°شمالی ۱۴۵٫۴°غربی | ۴۰۲ کیلومتر (۲۵۰ مایل) |                 | [ ۱ ]    |
| ۵ سپتامبر ۱۸۸۳  | ۱۰:۰۷:۴۸           | ۲۴         | کلی    | ۱٫۰۴۲۳ | 03 دقیقه و ۳۰ ثانیه | ۲۶°۴۸′جنوبی ۱۶۹°۱۲′غربی / ۲۶٫۸°جنوبی ۱۶۹٫۲°غربی | ۱۹۳ کیلومتر (۱۲۰ مایل) |                 | [ ۱ ]    |
| ۳۰ ژانویه ۱۸۸۲  | ۱۹:۵۲:۵۳           | -۹         | جزئی   | ۰٫۴۲۶۹ | —                   | ۶۳°۱۸′جنوبی ۱۵۰°۱۸′غربی / ۶۳٫۳°جنوبی ۱۵۰٫۳°غربی | —                      |                 | [ ۱ ]    |
| ۱ مارس ۱۸۸۲     | ۰۹:۴۱:۴۵           | ۲۹         | جزئی   | ۰٫۰۷۹۳ | —                   | ۶۱°۲۴′شمالی ۱۵۷°۴۸′شرقی / ۶۱٫۴°شمالی ۱۵۷٫۸°شرقی | —                      |                 | [ ۱ ]    |
| ۲۷ ژوئیه ۱۸۸۲   | ۱۰:۵۹:۳۰           | -۴         | جزئی   | ۰٫۴۴۴۹ | —                   | ۶۴°۰۰′شمالی ۱۳°۱۸′غربی / ۶۴٫۰°شمالی ۱۳٫۳°غربی   | —                      |                 | [ ۱ ]    |
| ۲۵ اوت ۱۸۸۲     | ۲۳:۲۰:۱۳           | ۳۴         | جزئی   | ۰٫۱۶۷۲ | —                   | ۶۲°۰۰′جنوبی ۴۳°۱۲′غربی / ۶۲٫۰°جنوبی ۴۳٫۲°غربی   | —                      |                 | [ ۱ ]    |
| ۲۰ ژانویه ۱۸۸۱  | ۰۷:۰۱:۴۸           | ۱          | کلی    | ۱٫۰۳۰۱ | 02 دقیقه و ۱۳ ثانیه | ۵۵°۱۸′جنوبی ۸۸°۵۴′غربی / ۵۵٫۳°جنوبی ۸۸٫۹°غربی   | ۱۲۱ کیلومتر (۷۵ مایل)  |                 | [ ۱ ]    |
| ۱۵ ژوئیه ۱۸۸۱   | ۱۴:۲۴:۰۳           | ۶          | حلقه‌ای | ۰٫۹۴۳۰ | 05 دقیقه و ۱۲ ثانیه | ۵۹°۴۲′شمالی ۱۵۴°۱۲′شرقی / ۵۹٫۷°شمالی ۱۵۴٫۲°شرقی | ۲۶۲ کیلومتر (۱۶۳ مایل) |                 | [ ۱ ]    |
| ۸ ژانویه ۱۸۸۰   | ۲۲:۳۳:۲۸           | ۱۱         | کلی    | ۱٫۰۵۳۹ | 05 دقیقه و ۰۱ ثانیه | ۱۵°۱۲′جنوبی ۲۴°۳۰′شرقی / ۱۵٫۲°جنوبی ۲۴٫۵°شرقی   | ۱۸۰ کیلومتر (۱۱۰ مایل) |                 | [ ۱ ]    |
| ۴ ژوئیه ۱۸۸۰    | ۱۴:۴۲:۴۳           | ۱۶         | حلقه‌ای | ۰٫۹۵۱۶ | 06 دقیقه و ۲۸ ثانیه | ۱۴°۴۲′شمالی ۱۳۸°۳۶′شرقی / ۱۴٫۷°شمالی ۱۳۸٫۶°شرقی | ۱۷۹ کیلومتر (۱۱۱ مایل) |                 | [ ۱ ]    |
| ۲۹ دسامبر ۱۸۸۰  | ۱۳:۵۳:۳۶           | ۲۱         | کلی    | ۱٫۰۱۷۵ | 01 دقیقه و ۳۶ ثانیه | ۳۴°۴۲′شمالی ۱۵۱°۴۲′شرقی / ۳۴٫۷°شمالی ۱۵۱٫۷°شرقی | ۱۱۴ کیلومتر (۷۱ مایل)  |                 | [ ۱ ]    |
| ۲۳ ژوئن ۱۸۷۹    | ۱۹:۱۸:۵۲           | ۲۶         | حلقه‌ای | ۰٫۹۸۸۱ | 01 دقیقه و ۰۹ ثانیه | ۴۲°۳۶′جنوبی ۷۱°۰۰′شرقی / ۴۲٫۶°جنوبی ۷۱٫۰°شرقی   | ۱۰۱ کیلومتر (۶۳ مایل)  |                 | [ ۱ ]    |
| ۱۹ نوامبر ۱۸۷۹  | ۰۸:۰۸:۵۲           | -۷         | جزئی   | ۰٫۴۰۱۲ | —                   | ۷۰°۰۰′جنوبی ۹۷°۰۰′شرقی / ۷۰٫۰°جنوبی ۹۷٫۰°شرقی   | —                      |                 | [ ۱ ]    |
| ۱۵ مه ۱۸۷۸      | ۰۰:۰۴:۱۴           | -۲         | کلی    | ۱٫۰۶۳۳ | 03 دقیقه و ۳۳ ثانیه | ۷۴°۳۰′شمالی ۶۰°۳۰′غربی / ۷۴٫۵°شمالی ۶۰٫۵°غربی   | ۵۷۰ کیلومتر (۳۵۰ مایل) |                 | [ ۱ ]    |
| ۸ نوامبر ۱۸۷۸   | ۰۸:۱۲:۰۴           | ۳          | حلقه‌ای | ۰٫۹۱۲۲ | 08 دقیقه و ۴۳ ثانیه | ۵۲°۴۸′جنوبی ۱۴۱°۰۰′غربی / ۵۲٫۸°جنوبی ۱۴۱٫۰°غربی | ۴۵۷ کیلومتر (۲۸۴ مایل) |                 | [ ۱ ]    |
| ۳ مه ۱۸۷۷       | ۱۷:۲۳:۲۳           | ۸          | کلی    | ۱٫۰۷۶۳ | 06 دقیقه و ۳۴ ثانیه | ۲۰°۴۲′شمالی ۹۶°۰۰′شرقی / ۲۰٫۷°شمالی ۹۶٫۰°شرقی   | ۲۵۱ کیلومتر (۱۵۶ مایل) |                 | [ ۱ ]    |
| ۲۷ اکتبر ۱۸۷۷   | ۰۸:۰۴:۳۴           | ۱۳         | حلقه‌ای | ۰٫۹۳۸۴ | 07 دقیقه و ۴۳ ثانیه | ۷°۱۲′جنوبی ۱۲۱°۳۶′غربی / ۷٫۲°جنوبی ۱۲۱٫۶°غربی   | ۲۲۹ کیلومتر (۱۴۲ مایل) |                 | [ ۱ ]    |
| ۲۳ آوریل ۱۸۷۶   | ۰۸:۲۹:۵۵           | ۱۸         | کلی    | ۱٫۰۲۹۱ | 02 دقیقه و ۴۲ ثانیه | ۲۷°۴۸′جنوبی ۱۱۵°۰۶′غربی / ۲۷٫۸°جنوبی ۱۱۵٫۱°غربی | ۱۲۰ کیلومتر (۷۵ مایل)  |                 | [ ۱ ]    |
| ۱۶ اکتبر ۱۸۷۶   | ۱۴:۲۱:۴۱           | ۲۳         | حلقه‌ای | ۰٫۹۸۷۷ | 01 دقیقه و ۰۷ ثانیه | ۳۸°۳۶′شمالی ۱۶۰°۱۸′شرقی / ۳۸٫۶°شمالی ۱۶۰٫۳°شرقی | ۶۰ کیلومتر (۳۷ مایل)   |                 | [ ۱ ]    |
| ۱۴ مارس ۱۸۷۵    | ۰۳:۱۸:۳۸           | -۱۰        | جزئی   | ۰٫۲۵۰۶ | —                   | ۷۱°۰۶′شمالی ۱۰۶°۲۴′غربی / ۷۱٫۱°شمالی ۱۰۶٫۴°غربی | —                      |                 | [ ۱ ]    |
| ۱۲ آوریل ۱۸۷۵   | ۱۷:۱۹:۲۱           | ۲۸         | جزئی   | ۰٫۲۵۹۹ | —                   | ۷۱°۳۰′جنوبی ۱۷۴°۱۲′غربی / ۷۱٫۵°جنوبی ۱۷۴٫۲°غربی | —                      |                 | [ ۱ ]    |
| ۶ سپتامبر ۱۸۷۵  | ۱۷:۳۰:۲۵           | -۵         | جزئی   | ۰٫۴۰۸۳ | —                   | ۷۰°۳۰′جنوبی ۴۸°۳۶′شرقی / ۷۰٫۵°جنوبی ۴۸٫۶°شرقی   | —                      |                 | [ ۱ ]    |
| ۶ اکتبر ۱۸۷۵    | ۰۳:۲۴:۵۸           | ۳۳         | جزئی   | ۰٫۳۸۷۸ | —                   | ۷۱°۳۶′شمالی ۴۳°۰۰′شرقی / ۷۱٫۶°شمالی ۴۳٫۰°شرقی   | —                      |                 | [ ۱ ]    |
| ۳ مارس ۱۸۷۴     | ۰۳:۳۱:۱۸           | ۰          | حلقه‌ای | ۰٫۹۳۷۲ | 07 دقیقه و ۳۲ ثانیه | ۲۹°۳۶′شمالی ۵۸°۴۲′غربی / ۲۹٫۶°شمالی ۵۸٫۷°غربی   | ۳۲۱ کیلومتر (۱۹۹ مایل) |                 | [ ۱ ]    |
| ۲۷ اوت ۱۸۷۴     | ۰۹:۲۰:۵۵           | ۵          | کلی    | ۱٫۰۳۴۸ | 03 دقیقه و ۱۵ ثانیه | ۲۳°۵۴′جنوبی ۱۴۷°۰۶′غربی / ۲۳٫۹°جنوبی ۱۴۷٫۱°غربی | ۱۵۴ کیلومتر (۹۶ مایل)  |                 | [ ۱ ]    |
| ۲۰ فوریه ۱۸۷۳   | ۰۶:۲۳:۳۷           | ۱۰         | حلقه‌ای | ۰٫۹۷۵۳ | 02 دقیقه و ۴۹ ثانیه | ۲۰°۱۸′جنوبی ۸۹°۱۸′غربی / ۲۰٫۳°جنوبی ۸۹٫۳°غربی   | ۸۸ کیلومتر (۵۵ مایل)   |                 | [ ۱ ]    |
| ۱۵ اوت ۱۸۷۳     | ۲۱:۰۲:۲۰           | ۱۵         | حلقه‌ای | ۰٫۹۸۸۷ | 01 دقیقه و ۱۴ ثانیه | ۲۳°۰۶′شمالی ۴۶°۳۶′شرقی / ۲۳٫۱°شمالی ۴۶٫۶°شرقی   | ۴۰ کیلومتر (۲۵ مایل)   |                 | [ ۱ ]    |
| ۸ فوریه ۱۸۷۲    | ۱۶:۱۷:۲۵           | ۲۰         | کلی    | ۱٫۰۲۱۰ | 01 دقیقه و ۲۴ ثانیه | ۷۰°۱۸′جنوبی ۱۴۱°۰۶′شرقی / ۷۰٫۳°جنوبی ۱۴۱٫۱°شرقی | ۱۱۷ کیلومتر (۷۳ مایل)  |                 | [ ۱ ]    |
| ۵ اوت ۱۸۷۲      | ۰۱:۴۰:۱۳           | ۲۵         | حلقه‌ای | ۰٫۹۳۹۳ | 04 دقیقه و ۳۷ ثانیه | ۷۷°۳۰′شمالی ۴°۳۶′غربی / ۷۷٫۵°شمالی ۴٫۶°غربی     | ۴۱۰ کیلومتر (۲۵۰ مایل) |                 | [ ۱ ]    |
| ۳۰ دسامبر ۱۸۷۲  | ۲۱:۵۴:۲۴           | -۸         | جزئی   | ۰٫۶۵۷۴ | —                   | ۶۵°۰۰′شمالی ۵۲°۴۲′شرقی / ۶۵٫۰°شمالی ۵۲٫۷°شرقی   | —                      |                 | [ ۱ ]    |
| ۲۹ ژانویه ۱۸۷۱  | ۰۷:۲۷:۵۶           | ۳۰         | جزئی   | ۰٫۱۷۱۸ | —                   | ۶۷°۴۸′جنوبی ۶۰°۲۴′شرقی / ۶۷٫۸°جنوبی ۶۰٫۴°شرقی   | —                      |                 | [ ۱ ]    |
| ۲۵ ژوئن ۱۸۷۱    | ۱۰:۴۷:۴۲           | -۳         | جزئی   | ۰٫۴۴۳۳ | —                   | ۶۴°۱۲′جنوبی ۱۳۵°۲۴′غربی / ۶۴٫۲°جنوبی ۱۳۵٫۴°غربی | —                      |                 | [ ۱ ]    |
| ۲۵ ژوئیه ۱۸۷۱   | ۰۱:۴۷:۴۱           | ۳۵         | جزئی   | ۰٫۰۰۸۱ | —                   | ۶۶°۴۸′شمالی ۱۵۱°۴۸′شرقی / ۶۶٫۸°شمالی ۱۵۱٫۸°شرقی | —                      |                 | [ ۱ ]    |
| ۲۰ دسامبر ۱۸۷۱  | ۱۲:۱۵:۴۷           | ۲          | مرکب   | ۱٫۰۰۶۶ | 00 دقیقه و ۴۲ ثانیه | ۹°۰۰′شمالی ۱۷۶°۱۸′غربی / ۹٫۰°شمالی ۱۷۶٫۳°غربی   | ۲۷ کیلومتر (۱۷ مایل)   |                 | [ ۱ ]    |
| ۱۴ ژوئن ۱۸۷۰    | ۱۷:۲۹:۲۴           | ۷          | مرکب   | ۱٫۰۱۳۳ | 01 دقیقه و ۲۶ ثانیه | ۶°۳۶′جنوبی ۱۰۳°۲۴′شرقی / ۶٫۶°جنوبی ۱۰۳٫۴°شرقی   | ۵۲ کیلومتر (۳۲ مایل)   |                 | [ ۱ ]    |
| ۹ دسامبر ۱۸۷۰   | ۲۰:۴۳:۴۸           | ۱۲         | حلقه‌ای | ۰٫۹۵۲۱ | 05 دقیقه و ۱۱ ثانیه | ۳۰°۰۶′جنوبی ۴۵°۲۴′شرقی / ۳۰٫۱°جنوبی ۴۵٫۴°شرقی   | ۱۷۸ کیلومتر (۱۱۱ مایل) |                 | [ ۱ ]    |
| ۳ ژوئن ۱۸۶۹     | ۰۷:۱۰:۲۴           | ۱۷         | کلی    | ۱٫۰۶۶۷ | 05 دقیقه و ۱۷ ثانیه | ۳۵°۱۸′شمالی ۱۱۶°۵۴′غربی / ۳۵٫۳°شمالی ۱۱۶٫۹°غربی | ۲۲۷ کیلومتر (۱۴۱ مایل) |                 | [ ۱ ]    |
| ۲۷ نوامبر ۱۸۶۹  | ۲۲:۰۰:۱۰           | ۲۲         | حلقه‌ای | ۰٫۹۱۰۷ | 06 دقیقه و ۵۵ ثانیه | ۶۷°۴۸′جنوبی ۲۷°۳۰′غربی / ۶۷٫۸°جنوبی ۲۷٫۵°غربی   | ۶۸۶ کیلومتر (۴۲۶ مایل) |                 | [ ۱ ]    |
| ۲۴ آوریل ۱۸۶۸   | ۱۷:۳۶:۰۳           | -۱۱        | جزئی   | ۰٫۰۹۷۳ | —                   | ۶۰°۴۸′جنوبی ۱۷۳°۳۶′شرقی / ۶۰٫۸°جنوبی ۱۷۳٫۶°شرقی | —                      |                 | [ ۱ ]    |
| ۲۴ مه ۱۸۶۸      | ۰۰:۲۰:۴۷           | ۲۷         | جزئی   | ۰٫۹۸۴۴ | —                   | ۶۱°۵۴′شمالی ۱۳۱°۱۸′غربی / ۶۱٫۹°شمالی ۱۳۱٫۳°غربی | —                      |                 | [ ۱ ]    |
| ۱۸ اکتبر ۱۸۶۸   | ۰۳:۴۱:۲۹           | -۶         | جزئی   | ۰٫۱۵۶۱ | —                   | ۶۰°۴۲′شمالی ۲۶°۴۸′شرقی / ۶۰٫۷°شمالی ۲۶٫۸°شرقی   | —                      |                 | [ ۱ ]    |
| ۱۶ نوامبر ۱۸۶۸  | ۲۱:۱۰:۱۹           | ۳۲         | جزئی   | ۰٫۰۸۸۴ | —                   | ۶۱°۳۶′جنوبی ۷۸°۴۸′غربی / ۶۱٫۶°جنوبی ۷۸٫۸°غربی   | —                      |                 | [ ۱ ]    |
| ۱۴ آوریل ۱۸۶۷   | ۰۷:۱۷:۰۷           | -۱         | مرکب   | ۱٫۰۰۸۴ | 00 دقیقه و ۴۱ ثانیه | ۴۰°۴۸′جنوبی ۷۷°۴۲′غربی / ۴۰٫۸°جنوبی ۷۷٫۷°غربی   | ۴۵ کیلومتر (۲۸ مایل)   |                 | [ ۱ ]    |
| ۷ اکتبر ۱۸۶۷    | ۱۲:۱۱:۳۷           | ۴          | مرکب   | ۱٫۰۰۵۰ | 00 دقیقه و ۲۴ ثانیه | ۳۹°۲۴′شمالی ۱۵۶°۲۴′غربی / ۳۹٫۴°شمالی ۱۵۶٫۴°غربی | ۲۴ کیلومتر (۱۵ مایل)   |                 | [ ۱ ]    |
| ۳ آوریل ۱۸۶۶    | ۱۳:۵۷:۳۳           | ۹          | حلقه‌ای | ۰٫۹۶۲۳ | 04 دقیقه و ۰۴ ثانیه | ۲°۳۶′جنوبی ۱۵۳°۲۴′شرقی / ۲٫۶°جنوبی ۱۵۳٫۴°شرقی   | ۱۳۷ کیلومتر (۸۵ مایل)  |                 | [ ۱ ]    |
| ۲۷ سپتامبر ۱۸۶۶ | ۰۲:۳۵:۱۶           | ۱۴         | کلی    | ۱٫۰۵۰۰ | 04 دقیقه و ۰۹ ثانیه | ۵°۳۶′شمالی ۳۸°۳۶′غربی / ۵٫۶°شمالی ۳۸٫۶°غربی     | ۱۶۶ کیلومتر (۱۰۳ مایل) |                 | [ ۱ ]    |
| ۲۲ مارس ۱۸۶۵    | ۱۴:۵۰:۱۶           | ۱۹         | حلقه‌ای | ۰٫۹۳۸۹ | 06 دقیقه و ۱۲ ثانیه | ۳۵°۲۴′شمالی ۱۱۴°۳۶′شرقی / ۳۵٫۴°شمالی ۱۱۴٫۶°شرقی | ۳۲۶ کیلومتر (۲۰۳ مایل) |                 | [ ۱ ]    |
| ۱۵ سپتامبر ۱۸۶۵ | ۱۸:۳۰:۱۸           | ۲۴         | کلی    | ۱٫۰۳۷۷ | 03 دقیقه و ۰۳ ثانیه | ۲۸°۲۴′جنوبی ۶۱°۴۸′شرقی / ۲۸٫۴°جنوبی ۶۱٫۸°شرقی   | ۱۶۸ کیلومتر (۱۰۴ مایل) |                 | [ ۱ ]    |
| ۱۰ فوریه ۱۸۶۴   | ۰۳:۳۵:۱۱           | -۹         | جزئی   | ۰٫۳۷۱۱ | —                   | ۶۲°۳۶′جنوبی ۸۳°۰۶′شرقی / ۶۲٫۶°جنوبی ۸۳٫۱°شرقی   | —                      |                 | [ ۱ ]    |
| ۱۱ مارس ۱۸۶۴    | ۱۶:۴۵:۱۳           | ۲۹         | جزئی   | ۰٫۱۸۴۵ | —                   | ۶۱°۰۰′شمالی ۴۱°۱۸′شرقی / ۶۱٫۰°شمالی ۴۱٫۳°شرقی   | —                      |                 | [ ۱ ]    |
| ۶ اوت ۱۸۶۴      | ۱۸:۱۶:۵۷           | -۴         | جزئی   | ۰٫۳۴۸۰ | —                   | ۶۳°۰۶′شمالی ۱۳۳°۵۴′غربی / ۶۳٫۱°شمالی ۱۳۳٫۹°غربی | —                      |                 | [ ۱ ]    |
| ۵ سپتامبر ۱۸۶۴  | ۰۷:۱۶:۱۵           | ۳۴         | جزئی   | ۰٫۲۱۳۶ | —                   | ۶۱°۲۴′جنوبی ۱۷۳°۰۰′غربی / ۶۱٫۴°جنوبی ۱۷۳٫۰°غربی | —                      |                 | [ ۱ ]    |
| ۳۰ ژانویه ۱۸۶۳  | ۱۵:۱۴:۵۰           | ۱          | کلی    | ۱٫۰۳۵۵ | 02 دقیقه و ۳۴ ثانیه | ۵۴°۲۴′جنوبی ۱۵۱°۳۰′شرقی / ۵۴٫۴°جنوبی ۱۵۱٫۵°شرقی | ۱۴۵ کیلومتر (۹۰ مایل)  |                 | [ ۱ ]    |
| ۲۶ ژوئیه ۱۸۶۳   | ۲۱:۱۰:۲۱           | ۶          | حلقه‌ای | ۰٫۹۳۸۳ | 05 دقیقه و ۲۴ ثانیه | ۶۲°۲۴′شمالی ۶۰°۱۲′شرقی / ۶۲٫۴°شمالی ۶۰٫۲°شرقی   | ۳۰۴ کیلومتر (۱۸۹ مایل) |                 | [ ۱ ]    |
| ۲۰ ژانویه ۱۸۶۲  | ۰۷:۰۳:۲۳           | ۱۱         | کلی    | ۱٫۰۵۶۸ | 05 دقیقه و ۱۱ ثانیه | ۱۵°۴۲′جنوبی ۱۰۴°۰۶′غربی / ۱۵٫۷°جنوبی ۱۰۴٫۱°غربی | ۱۸۹ کیلومتر (۱۱۷ مایل) |                 | [ ۱ ]    |
| ۱۵ ژوئیه ۱۸۶۲   | ۲۱:۲۴:۰۰           | ۱۶         | حلقه‌ای | ۰٫۹۵۱۰ | 06 دقیقه و ۱۸ ثانیه | ۱۹°۰۰′شمالی ۳۷°۰۶′شرقی / ۱۹٫۰°شمالی ۳۷٫۱°شرقی   | ۱۸۰ کیلومتر (۱۱۰ مایل) |                 | [ ۱ ]    |
| ۹ ژانویه ۱۸۶۱   | ۲۲:۲۳:۰۹           | ۲۱         | کلی    | ۱٫۰۱۷۸ | 01 دقیقه و ۳۹ ثانیه | ۳۳°۰۰′شمالی ۱۹°۰۰′شرقی / ۳۳٫۰°شمالی ۱۹٫۰°شرقی   | ۱۱۲ کیلومتر (۷۰ مایل)  |                 | [ ۱ ]    |
| ۴ ژوئیه ۱۸۶۱    | ۰۲:۲۰:۰۰           | ۲۶         | حلقه‌ای | ۰٫۹۹۱۷ | 00 دقیقه و ۵۲ ثانیه | ۳۲°۵۴′جنوبی ۴۰°۱۲′غربی / ۳۲٫۹°جنوبی ۴۰٫۲°غربی   | ۵۳ کیلومتر (۳۳ مایل)   |                 | [ ۱ ]    |
| ۲۹ نوامبر ۱۸۶۱  | ۱۶:۲۲:۰۱           | -۷         | جزئی   | ۰٫۳۹۵۷ | —                   | ۶۹°۰۰′جنوبی ۴۰°۳۰′غربی / ۶۹٫۰°جنوبی ۴۰٫۵°غربی   | —                      |                 | [ ۱ ]    |
| ۲۵ مه ۱۸۶۰      | ۰۷:۲۴:۲۵           | -۲         | کلی    | ۱٫۰۲۰۳ | —                   | ۶۹°۳۰′شمالی ۱۰۰°۵۴′شرقی / ۶۹٫۵°شمالی ۱۰۰٫۹°شرقی | —                      |                 | [ ۱ ]    |
| ۲۳ ژوئن ۱۸۶۰    | ۱۴:۳۶:۰۳           | ۳۶         | جزئی   | ۰٫۰۱۸۱ | —                   | ۶۷°۰۰′جنوبی ۱۴۲°۰۰′شرقی / ۶۷٫۰°جنوبی ۱۴۲٫۰°شرقی | —                      |                 | [ ۱ ]    |
| ۱۸ نوامبر ۱۸۶۰  | ۱۶:۱۲:۵۳           | ۳          | حلقه‌ای | ۰٫۹۱۲۱ | 08 دقیقه و ۲۷ ثانیه | ۵۷°۱۸′جنوبی ۹۸°۱۸′شرقی / ۵۷٫۳°جنوبی ۹۸٫۳°شرقی   | ۴۶۰ کیلومتر (۲۹۰ مایل) |                 | [ ۱ ]    |
| ۱۵ مه ۱۸۵۹      | ۰۰:۴۴:۵۴           | ۸          | کلی    | ۱٫۰۷۴۶ | 06 دقیقه و ۱۵ ثانیه | ۲۸°۴۸′شمالی ۱۸°۰۰′غربی / ۲۸٫۸°شمالی ۱۸٫۰°غربی   | ۲۵۱ کیلومتر (۱۵۶ مایل) |                 | [ ۱ ]    |
| ۷ نوامبر ۱۸۵۹   | ۱۶:۱۶:۰۱           | ۱۳         | حلقه‌ای | ۰٫۹۴۰۰ | 07 دقیقه و ۳۰ ثانیه | ۱۱°۳۰′جنوبی ۱۱۳°۲۴′شرقی / ۱۱٫۵°جنوبی ۱۱۳٫۴°شرقی | ۲۲۲ کیلومتر (۱۳۸ مایل) |                 | [ ۱ ]    |
| ۴ مه ۱۸۵۸       | ۱۵:۳۵:۲۶           | ۱۸         | کلی    | ۱٫۰۲۷۲ | 02 دقیقه و ۴۱ ثانیه | ۱۹°۱۸′جنوبی ۱۳۲°۵۴′شرقی / ۱۹٫۳°جنوبی ۱۳۲٫۹°شرقی | ۱۰۷ کیلومتر (۶۶ مایل)  |                 | [ ۱ ]    |
| ۲۷ اکتبر ۱۸۵۸   | ۲۲:۵۴:۳۶           | ۲۳         | حلقه‌ای | ۰٫۹۸۹۵ | 00 دقیقه و ۵۹ ثانیه | ۳۴°۱۸′شمالی ۲۸°۰۶′شرقی / ۳۴٫۳°شمالی ۲۸٫۱°شرقی   | ۵۱ کیلومتر (۳۲ مایل)   |                 | [ ۱ ]    |
| ۲۴ مارس ۱۸۵۷    | ۱۰:۰۲:۱۷           | -۱۰        | جزئی   | ۰٫۱۳۰۹ | —                   | ۷۱°۳۰′شمالی ۱۳۷°۱۲′شرقی / ۷۱٫۵°شمالی ۱۳۷٫۲°شرقی | —                      |                 | [ ۱ ]    |
| ۲۲ آوریل ۱۸۵۷   | ۲۳:۵۸:۲۲           | ۲۸         | جزئی   | ۰٫۳۸۹۵ | —                   | ۷۱°۱۸′جنوبی ۷۰°۲۴′شرقی / ۷۱٫۳°جنوبی ۷۰٫۴°شرقی   | —                      |                 | [ ۱ ]    |
| ۱۷ سپتامبر ۱۸۵۷ | ۰۱:۵۷:۴۲           | -۵         | جزئی   | ۰٫۳۷۰۹ | —                   | ۷۱°۰۶′جنوبی ۹۳°۲۴′غربی / ۷۱٫۱°جنوبی ۹۳٫۴°غربی   | —                      |                 | [ ۱ ]    |
| ۱۶ اکتبر ۱۸۵۷   | ۱۲:۰۸:۲۸           | ۳۳         | جزئی   | ۰٫۴۰۲۲ | —                   | ۷۱°۳۰′شمالی ۱۰۳°۵۴′غربی / ۷۱٫۵°شمالی ۱۰۳٫۹°غربی | —                      |                 | [ ۱ ]    |
| ۱۳ مارس ۱۸۵۶    | ۱۰:۱۸:۵۶           | ۰          | حلقه‌ای | ۰٫۹۴۰۲ | 06 دقیقه و ۳۴ ثانیه | ۳۷°۵۴′شمالی ۱۶۷°۱۸′غربی / ۳۷٫۹°شمالی ۱۶۷٫۳°غربی | ۳۳۵ کیلومتر (۲۰۸ مایل) |                 | [ ۱ ]    |
| ۶ سپتامبر ۱۸۵۶  | ۱۷:۳۲:۵۰           | ۵          | کلی    | ۱٫۰۲۸۶ | 02 دقیقه و ۳۵ ثانیه | ۲۹°۱۲′جنوبی ۸۵°۰۶′شرقی / ۲۹٫۲°جنوبی ۸۵٫۱°شرقی   | ۱۳۲ کیلومتر (۸۲ مایل)  |                 | [ ۱ ]    |
| ۲ مارس ۱۸۵۵     | ۱۳:۴۱:۳۰           | ۱۰         | حلقه‌ای | ۰٫۹۸۱۷ | 02 دقیقه و ۰۵ ثانیه | ۱۳°۵۴′جنوبی ۱۵۸°۳۶′شرقی / ۱۳٫۹°جنوبی ۱۵۸٫۶°شرقی | ۶۵ کیلومتر (۴۰ مایل)   |                 | [ ۱ ]    |
| ۲۷ اوت ۱۸۵۵     | ۰۴:۴۳:۲۷           | ۱۵         | حلقه‌ای | ۰٫۹۸۲۲ | 01 دقیقه و ۵۹ ثانیه | ۱۷°۵۴′شمالی ۷۰°۳۶′غربی / ۱۷٫۹°شمالی ۷۰٫۶°غربی   | ۶۳ کیلومتر (۳۹ مایل)   |                 | [ ۱ ]    |
| ۲۰ فوریه ۱۸۵۴   | ۰۰:۱۰:۱۷           | ۲۰         | کلی    | ۱٫۰۲۸۲ | 01 دقیقه و ۵۷ ثانیه | ۶۳°۰۰′جنوبی ۲۱°۰۰′شرقی / ۶۳٫۰°جنوبی ۲۱٫۰°شرقی   | ۱۴۳ کیلومتر (۸۹ مایل)  |                 | [ ۱ ]    |
| ۱۶ اوت ۱۸۵۴     | ۰۸:۴۶:۳۸           | ۲۵         | حلقه‌ای | ۰٫۹۳۵۶ | 05 دقیقه و ۱۷ ثانیه | ۶۹°۴۲′شمالی ۱۱۱°۴۲′غربی / ۶۹٫۷°شمالی ۱۱۱٫۷°غربی | ۳۸۸ کیلومتر (۲۴۱ مایل) |                 | [ ۱ ]    |
| ۱۱ ژانویه ۱۸۵۳  | ۰۶:۲۹:۲۷           | -۸         | جزئی   | ۰٫۶۲۸۳ | —                   | ۶۶°۰۰′شمالی ۸۸°۱۲′غربی / ۶۶٫۰°شمالی ۸۸٫۲°غربی   | —                      |                 | [ ۱ ]    |
| ۹ فوریه ۱۸۵۳    | ۱۵:۴۱:۳۰           | ۳۰         | جزئی   | ۰٫۲۳۰۴ | —                   | ۶۸°۴۲′جنوبی ۷۶°۲۴′غربی / ۶۸٫۷°جنوبی ۷۶٫۴°غربی   | —                      |                 | [ ۱ ]    |
| ۵ ژوئیه ۱۸۵۳    | ۱۷:۲۸:۵۸           | -۳         | جزئی   | ۰٫۳۲۱۸ | —                   | ۶۵°۰۶′جنوبی ۱۱۲°۳۰′شرقی / ۶۵٫۱°جنوبی ۱۱۲٫۵°شرقی | —                      |                 | [ ۱ ]    |
| ۴ اوت ۱۸۵۳      | ۰۸:۴۱:۱۵           | ۳۵         | جزئی   | ۰٫۱۰۹۱ | —                   | ۶۷°۵۴′شمالی ۳۵°۳۶′شرقی / ۶۷٫۹°شمالی ۳۵٫۶°شرقی   | —                      |                 | [ ۱ ]    |
| ۳۰ دسامبر ۱۸۵۳  | ۲۰:۴۵:۴۷           | ۲          | مرکب   | ۱٫۰۰۵۹ | 00 دقیقه و ۳۸ ثانیه | ۹°۱۲′شمالی ۵۳°۱۲′شرقی / ۹٫۲°شمالی ۵۳٫۲°شرقی     | ۲۴ کیلومتر (۱۵ مایل)   |                 | [ ۱ ]    |
| ۲۵ ژوئن ۱۸۵۲    | ۰۰:۳۳:۰۲           | ۷          | مرکب   | ۱٫۰۱۴۵ | 01 دقیقه و ۳۴ ثانیه | ۱۰°۲۴′جنوبی ۵°۰۰′غربی / ۱۰٫۴°جنوبی ۵٫۰°غربی     | ۶۰ کیلومتر (۳۷ مایل)   |                 | [ ۱ ]    |
| ۲۰ دسامبر ۱۸۵۲  | ۰۴:۵۶:۰۲           | ۱۲         | حلقه‌ای | ۰٫۹۵۱۱ | 05 دقیقه و ۲۴ ثانیه | ۳۱°۴۸′جنوبی ۷۷°۳۰′غربی / ۳۱٫۸°جنوبی ۷۷٫۵°غربی   | ۱۸۱ کیلومتر (۱۱۲ مایل) |                 | [ ۱ ]    |
| ۱۴ ژوئن ۱۸۵۱    | ۱۴:۳۲:۲۱           | ۱۷         | کلی    | ۱٫۰۶۸۰ | 05 دقیقه و ۳۳ ثانیه | ۳۳°۴۲′شمالی ۱۳۳°۴۸′شرقی / ۳۳٫۷°شمالی ۱۳۳٫۸°شرقی | ۲۲۷ کیلومتر (۱۴۱ مایل) |                 | [ ۱ ]    |
| ۹ دسامبر ۱۸۵۱   | ۰۵:۵۸:۴۲           | ۲۲         | حلقه‌ای | ۰٫۹۱۱۳ | 06 دقیقه و ۴۷ ثانیه | ۷۲°۰۰′جنوبی ۱۴۸°۲۴′غربی / ۷۲٫۰°جنوبی ۱۴۸٫۴°غربی | ۶۷۳ کیلومتر (۴۱۸ مایل) |                 | [ ۱ ]    |
| ۴ ژوئن ۱۸۵۰     | ۰۷:۴۴:۲۴           | ۲۷         | کلی    | ۱٫۰۶۶۰ | 03 دقیقه و ۲۵ ثانیه | ۷۱°۲۴′شمالی ۱۴۸°۱۲′شرقی / ۷۱٫۴°شمالی ۱۴۸٫۲°شرقی | ۶۹۸ کیلومتر (۴۳۴ مایل) |                 | [ ۱ ]    |
| ۲۹ اکتبر ۱۸۵۰   | ۱۱:۵۸:۲۳           | -۶         | جزئی   | ۰٫۱۵۷۱ | —                   | ۶۰°۵۴′شمالی ۱۰۷°۵۴′غربی / ۶۰٫۹°شمالی ۱۰۷٫۹°غربی | —                      |                 | [ ۱ ]    |
| ۲۸ نوامبر ۱۸۵۰  | ۰۵:۱۹:۰۱           | ۳۲         | جزئی   | ۰٫۰۹۴۷ | —                   | ۶۲°۱۲′جنوبی ۱۴۸°۱۲′شرقی / ۶۲٫۲°جنوبی ۱۴۸٫۲°شرقی | —                      |                 | [ ۱ ]    |
| ۲۴ آوریل ۱۸۴۹   | ۱۴:۱۷:۱۶           | -۱         | مرکب   | ۱٫۰۰۴۲ | 00 دقیقه و ۲۰ ثانیه | ۴۳°۴۸′جنوبی ۱۷۸°۳۶′شرقی / ۴۳٫۸°جنوبی ۱۷۸٫۶°شرقی | ۲۸ کیلومتر (۱۷ مایل)   |                 | [ ۱ ]    |
| ۱۷ اکتبر ۱۸۴۹   | ۲۰:۴۶:۳۵           | ۴          | مرکب   | ۱٫۰۰۵۹ | 00 دقیقه و ۲۹ ثانیه | ۳۵°۴۲′شمالی ۷۱°۰۰′شرقی / ۳۵٫۷°شمالی ۷۱٫۰°شرقی   | ۲۹ کیلومتر (۱۸ مایل)   |                 | [ ۱ ]    |
| ۱۳ آوریل ۱۸۴۸   | ۲۰:۳۳:۲۷           | ۹          | حلقه‌ای | ۰٫۹۶۱۷ | 04 دقیقه و ۰۹ ثانیه | ۲°۱۸′جنوبی ۵۳°۴۲′شرقی / ۲٫۳°جنوبی ۵۳٫۷°شرقی     | ۱۳۹ کیلومتر (۸۶ مایل)  |                 | [ ۱ ]    |
| ۷ اکتبر ۱۸۴۸    | ۱۱:۱۵:۴۷           | ۱۴         | کلی    | ۱٫۰۴۸۵ | 04 دقیقه و ۰۱ ثانیه | ۱°۴۲′شمالی ۱۷۰°۴۸′غربی / ۱٫۷°شمالی ۱۷۰٫۸°غربی   | ۱۶۱ کیلومتر (۱۰۰ مایل) |                 | [ ۱ ]    |
| ۲ آوریل ۱۸۴۷    | ۲۱:۲۱:۳۷           | ۱۹         | حلقه‌ای | ۰٫۹۴۲۸ | 05 دقیقه و ۴۶ ثانیه | ۳۴°۰۰′شمالی ۱۶°۴۸′شرقی / ۳۴٫۰°شمالی ۱۶٫۸°شرقی   | ۲۷۴ کیلومتر (۱۷۰ مایل) |                 | [ ۱ ]    |
| ۲۷ سپتامبر ۱۸۴۷ | ۰۲:۵۹:۵۵           | ۲۴         | کلی    | ۱٫۰۳۳۳ | 02 دقیقه و ۳۸ ثانیه | ۳۱°۰۰′جنوبی ۶۸°۵۴′غربی / ۳۱٫۰°جنوبی ۶۸٫۹°غربی   | ۱۴۷ کیلومتر (۹۱ مایل)  |                 | [ ۱ ]    |
| ۲۱ فوریه ۱۸۴۶   | ۱۱:۱۰:۳۷           | -۹         | جزئی   | ۰٫۳۰۲۴ | —                   | ۶۱°۵۴′جنوبی ۴۱°۴۲′غربی / ۶۱٫۹°جنوبی ۴۱٫۷°غربی   | —                      |                 | [ ۱ ]    |
| ۲۲ مارس ۱۸۴۶    | ۲۳:۴۳:۴۴           | ۲۹         | جزئی   | ۰٫۳۰۰۹ | —                   | ۶۰°۴۲′شمالی ۷۳°۴۸′غربی / ۶۰٫۷°شمالی ۷۳٫۸°غربی   | —                      |                 | [ ۱ ]    |
| ۱۸ اوت ۱۸۴۶     | ۰۱:۴۱:۲۰           | -۴         | جزئی   | ۰٫۲۶۳۸ | —                   | ۶۲°۲۴′شمالی ۱۰۳°۵۴′شرقی / ۶۲٫۴°شمالی ۱۰۳٫۹°شرقی | —                      |                 | [ ۱ ]    |
| ۱۶ سپتامبر ۱۸۴۶ | ۱۵:۱۸:۳۱           | ۳۴         | جزئی   | ۰٫۲۴۹۵ | —                   | ۶۱°۰۰′جنوبی ۵۵°۴۸′شرقی / ۶۱٫۰°جنوبی ۵۵٫۸°شرقی   | —                      |                 | [ ۱ ]    |
| ۱۰ فوریه ۱۸۴۵   | ۲۳:۲۰:۴۲           | ۱          | کلی    | ۱٫۰۴۰۸ | 02 دقیقه و ۵۳ ثانیه | ۵۲°۵۴′جنوبی ۳۳°۰۰′شرقی / ۵۲٫۹°جنوبی ۳۳٫۰°شرقی   | ۱۷۰ کیلومتر (۱۱۰ مایل) |                 | [ ۱ ]    |
| ۶ اوت ۱۸۴۵      | ۰۴:۰۴:۳۴           | ۶          | حلقه‌ای | ۰٫۹۳۳۵ | 05 دقیقه و ۳۷ ثانیه | ۶۳°۱۸′شمالی ۳۵°۰۰′غربی / ۶۳٫۳°شمالی ۳۵٫۰°غربی   | ۳۵۵ کیلومتر (۲۲۱ مایل) |                 | [ ۱ ]    |
| ۳۰ ژانویه ۱۸۴۴  | ۱۵:۲۴:۱۴           | ۱۱         | کلی    | ۱٫۰۵۹۸ | 05 دقیقه و ۱۹ ثانیه | ۱۵°۴۲′جنوبی ۱۲۹°۳۶′شرقی / ۱۵٫۷°جنوبی ۱۲۹٫۶°شرقی | ۱۹۸ کیلومتر (۱۲۳ مایل) |                 | [ ۱ ]    |
| ۲۶ ژوئیه ۱۸۴۴   | ۰۴:۱۴:۳۲           | ۱۶         | حلقه‌ای | ۰٫۹۵۰۲ | 06 دقیقه و ۰۹ ثانیه | ۲۱°۵۴′شمالی ۶۶°۰۶′غربی / ۲۱٫۹°شمالی ۶۶٫۱°غربی   | ۱۸۳ کیلومتر (۱۱۴ مایل) |                 | [ ۱ ]    |
| ۲۰ ژانویه ۱۸۴۳  | ۰۶:۴۳:۰۶           | ۲۱         | کلی    | ۱٫۰۱۸۵ | 01 دقیقه و ۴۳ ثانیه | ۳۱°۱۸′شمالی ۱۱۰°۵۴′غربی / ۳۱٫۳°شمالی ۱۱۰٫۹°غربی | ۱۱۰ کیلومتر (۶۸ مایل)  |                 | [ ۱ ]    |
| ۱۵ ژوئیه ۱۸۴۳   | ۰۹:۳۰:۳۱           | ۲۶         | حلقه‌ای | ۰٫۹۹۴۱ | 00 دقیقه و ۳۸ ثانیه | ۲۶°۰۰′جنوبی ۱۵۲°۲۴′غربی / ۲۶٫۰°جنوبی ۱۵۲٫۴°غربی | ۳۲ کیلومتر (۲۰ مایل)   |                 | [ ۱ ]    |
| ۱۱ دسامبر ۱۸۴۳  | ۰۰:۳۰:۰۱           | -۷         | جزئی   | ۰٫۳۸۳۸ | —                   | ۶۸°۰۰′جنوبی ۱۷۶°۰۶′غربی / ۶۸٫۰°جنوبی ۱۷۶٫۱°غربی | —                      |                 | [ ۱ ]    |
| ۵ ژوئن ۱۸۴۲     | ۱۴:۴۷:۲۹           | -۲         | جزئی   | ۰٫۸۸۳۴ | —                   | ۶۸°۴۲′شمالی ۲۳°۴۲′غربی / ۶۸٫۷°شمالی ۲۳٫۷°غربی   | —                      |                 | [ ۱ ]    |
| ۴ ژوئیه ۱۸۴۲    | ۲۲:۰۳:۴۹           | ۳۶         | جزئی   | ۰٫۱۴۶۱ | —                   | ۶۶°۰۰′جنوبی ۱۷°۳۶′شرقی / ۶۶٫۰°جنوبی ۱۷٫۶°شرقی   | —                      |                 | [ ۱ ]    |
| ۳۰ نوامبر ۱۸۴۲  | ۰۰:۱۳:۳۰           | ۳          | حلقه‌ای | ۰٫۹۱۲۷ | 08 دقیقه و ۰۸ ثانیه | ۶۱°۲۴′جنوبی ۲۰°۳۶′غربی / ۶۱٫۴°جنوبی ۲۰٫۶°غربی   | ۴۵۹ کیلومتر (۲۸۵ مایل) |                 | [ ۱ ]    |
| ۲۵ مه ۱۸۴۱      | ۰۸:۰۴:۲۶           | ۸          | کلی    | ۱٫۰۷۲۰ | 05 دقیقه و ۵۰ ثانیه | ۳۶°۴۸′شمالی ۱۳۰°۴۲′غربی / ۳۶٫۸°شمالی ۱۳۰٫۷°غربی | ۲۴۹ کیلومتر (۱۵۵ مایل) |                 | [ ۱ ]    |
| ۱۸ نوامبر ۱۸۴۱  | ۰۰:۳۱:۲۴           | ۱۳         | حلقه‌ای | ۰٫۹۴۲۲ | 07 دقیقه و ۱۳ ثانیه | ۱۵°۱۸′جنوبی ۱۲°۱۲′غربی / ۱۵٫۳°جنوبی ۱۲٫۲°غربی   | ۲۱۴ کیلومتر (۱۳۳ مایل) |                 | [ ۱ ]    |
| ۱۴ مه ۱۸۴۰      | ۲۲:۳۵:۵۰           | ۱۸         | کلی    | ۱٫۰۲۴۶ | 02 دقیقه و ۳۴ ثانیه | ۱۱°۰۰′جنوبی ۲۲°۴۲′شرقی / ۱۱٫۰°جنوبی ۲۲٫۷°شرقی   | ۹۲ کیلومتر (۵۷ مایل)   |                 | [ ۱ ]    |
| ۷ نوامبر ۱۸۴۰   | ۰۷:۳۲:۲۲           | ۲۳         | حلقه‌ای | ۰٫۹۹۱۷ | 00 دقیقه و ۴۸ ثانیه | ۳۰°۳۰′شمالی ۱۰۵°۲۴′غربی / ۳۰٫۵°شمالی ۱۰۵٫۴°غربی | ۴۰ کیلومتر (۲۵ مایل)   |                 | [ ۱ ]    |
| ۴ آوریل ۱۸۳۹    | ۱۶:۳۶:۳۵           | -۱۰        | جزئی   | ۰٫۰۰۰۰ | —                   | ۷۱°۳۶′شمالی ۲۳°۰۰′شرقی / ۷۱٫۶°شمالی ۲۳٫۰°شرقی   | —                      |                 | [ ۱ ]    |
| ۴ مه ۱۸۳۹       | ۰۶:۳۱:۱۱           | ۲۸         | جزئی   | ۰٫۵۲۶۹ | —                   | ۷۰°۵۴′جنوبی ۴۳°۰۶′غربی / ۷۰٫۹°جنوبی ۴۳٫۱°غربی   | —                      |                 | [ ۱ ]    |
| ۲۸ سپتامبر ۱۸۳۹ | ۱۰:۳۳:۱۵           | -۵         | جزئی   | ۰٫۳۴۵۹ | —                   | ۷۱°۲۴′جنوبی ۱۲۲°۰۶′شرقی / ۷۱٫۴°جنوبی ۱۲۲٫۱°شرقی | —                      |                 | [ ۱ ]    |
| ۲۷ اکتبر ۱۸۳۹   | ۲۰:۵۷:۳۶           | ۳۳         | جزئی   | ۰٫۴۰۸۴ | —                   | ۷۱°۱۲′شمالی ۱۰۸°۰۶′شرقی / ۷۱٫۲°شمالی ۱۰۸٫۱°شرقی | —                      |                 | [ ۱ ]    |
| ۲۴ مارس ۱۸۳۸    | ۱۷:۰۰:۳۸           | ۰          | حلقه‌ای | ۰٫۹۴۲۸ | 05 دقیقه و ۳۹ ثانیه | ۴۷°۱۸′شمالی ۸۳°۴۲′شرقی / ۴۷٫۳°شمالی ۸۳٫۷°شرقی   | ۳۶۹ کیلومتر (۲۲۹ مایل) |                 | [ ۱ ]    |
| ۱۸ سپتامبر ۱۸۳۸ | ۰۱:۵۱:۰۷           | ۵          | کلی    | ۱٫۰۲۲۶ | 01 دقیقه و ۵۸ ثانیه | ۳۴°۲۴′جنوبی ۴۴°۲۴′غربی / ۳۴٫۴°جنوبی ۴۴٫۴°غربی   | ۱۰۸ کیلومتر (۶۷ مایل)  |                 | [ ۱ ]    |
| ۱۲ مارس ۱۸۳۷    | ۲۰:۵۵:۱۳           | ۱۰         | حلقه‌ای | ۰٫۹۸۸۰ | 01 دقیقه و ۲۲ ثانیه | ۶°۵۴′جنوبی ۴۶°۴۸′شرقی / ۶٫۹°جنوبی ۴۶٫۸°شرقی     | ۴۳ کیلومتر (۲۷ مایل)   |                 | [ ۱ ]    |
| ۶ سپتامبر ۱۸۳۷  | ۱۲:۳۰:۴۸           | ۱۵         | حلقه‌ای | ۰٫۹۷۵۹ | 02 دقیقه و ۴۵ ثانیه | ۱۲°۳۶′شمالی ۱۷۰°۱۸′شرقی / ۱۲٫۶°شمالی ۱۷۰٫۳°شرقی | ۸۶ کیلومتر (۵۳ مایل)   |                 | [ ۱ ]    |
| ۲ مارس ۱۸۳۶     | ۰۷:۵۶:۳۴           | ۲۰         | کلی    | ۱٫۰۳۵۳ | 02 دقیقه و ۳۴ ثانیه | ۵۵°۱۸′جنوبی ۹۹°۲۴′غربی / ۵۵٫۳°جنوبی ۹۹٫۴°غربی   | ۱۶۵ کیلومتر (۱۰۳ مایل) |                 | [ ۱ ]    |
| ۲۶ اوت ۱۸۳۶     | ۱۶:۰۱:۰۹           | ۲۵         | حلقه‌ای | ۰٫۹۳۱۷ | 06 دقیقه و ۰۰ ثانیه | ۶۲°۲۴′شمالی ۱۳۷°۲۴′شرقی / ۶۲٫۴°شمالی ۱۳۷٫۴°شرقی | ۳۸۱ کیلومتر (۲۳۷ مایل) |                 | [ ۱ ]    |
| ۲۱ ژانویه ۱۸۳۵  | ۱۴:۵۷:۱۳           | -۸         | جزئی   | ۰٫۵۸۷۷ | —                   | ۶۷°۰۶′شمالی ۱۳۲°۲۴′شرقی / ۶۷٫۱°شمالی ۱۳۲٫۴°شرقی | —                      |                 | [ ۱ ]    |
| ۱۹ فوریه ۱۸۳۵   | ۲۳:۴۷:۱۸           | ۳۰         | جزئی   | ۰٫۳۰۱۶ | —                   | ۶۹°۳۶′جنوبی ۱۴۸°۱۲′شرقی / ۶۹٫۶°جنوبی ۱۴۸٫۲°شرقی | —                      |                 | [ ۱ ]    |
| ۱۷ ژوئیه ۱۸۳۵   | ۰۰:۱۹:۴۷           | -۳         | جزئی   | ۰٫۲۱۲۴ | —                   | ۶۶°۰۶′جنوبی ۲°۱۸′غربی / ۶۶٫۱°جنوبی ۲٫۳°غربی     | —                      |                 | [ ۱ ]    |
| ۱۵ اوت ۱۸۳۵     | ۱۵:۴۵:۳۰           | ۳۵         | جزئی   | ۰٫۱۹۷۱ | —                   | ۶۸°۵۴′شمالی ۸۳°۴۸′غربی / ۶۸٫۹°شمالی ۸۳٫۸°غربی   | —                      |                 | [ ۱ ]    |
| ۱۱ ژانویه ۱۸۳۴  | ۰۵:۰۷:۱۷           | ۲          | مرکب   | ۱٫۰۰۵۲ | 00 دقیقه و ۳۴ ثانیه | ۱۰°۴۲′شمالی ۷۵°۱۸′غربی / ۱۰٫۷°شمالی ۷۵٫۳°غربی   | ۲۲ کیلومتر (۱۴ مایل)   |                 | [ ۱ ]    |
| ۶ ژوئیه ۱۸۳۴    | ۰۷:۴۶:۰۹           | ۷          | کلی    | ۱٫۰۱۵۱ | 01 دقیقه و ۳۷ ثانیه | ۱۴°۴۲′جنوبی ۱۱۶°۲۴′غربی / ۱۴٫۷°جنوبی ۱۱۶٫۴°غربی | ۶۶ کیلومتر (۴۱ مایل)   |                 | [ ۱ ]    |
| ۳۱ دسامبر ۱۸۳۴  | ۱۳:۰۰:۵۵           | ۱۲         | حلقه‌ای | ۰٫۹۵۰۶ | 05 دقیقه و ۳۵ ثانیه | ۳۲°۱۸′جنوبی ۱۶۱°۴۲′شرقی / ۳۲٫۳°جنوبی ۱۶۱٫۷°شرقی | ۱۸۳ کیلومتر (۱۱۴ مایل) |                 | [ ۱ ]    |
| ۲۴ ژوئن ۱۸۳۳    | ۲۱:۵۹:۱۵           | ۱۷         | کلی    | ۱٫۰۶۸۵ | 05 دقیقه و ۴۶ ثانیه | ۳۱°۳۰′شمالی ۲۲°۵۴′شرقی / ۳۱٫۵°شمالی ۲۲٫۹°شرقی   | ۲۲۶ کیلومتر (۱۴۰ مایل) |                 | [ ۱ ]    |
| ۱۹ دسامبر ۱۸۳۳  | ۱۳:۵۲:۲۶           | ۲۲         | حلقه‌ای | ۰٫۹۱۲۶ | 06 دقیقه و ۴۰ ثانیه | ۷۶°۰۰′جنوبی ۹۷°۰۶′شرقی / ۷۶٫۰°جنوبی ۹۷٫۱°شرقی   | ۶۴۶ کیلومتر (۴۰۱ مایل) |                 | [ ۱ ]    |
| ۱۴ ژوئن ۱۸۳۲    | ۱۵:۰۹:۵۹           | ۲۷         | کلی    | ۱٫۰۶۶۷ | 03 دقیقه و ۴۰ ثانیه | ۷۴°۱۸′شمالی ۶۴°۲۴′شرقی / ۷۴٫۳°شمالی ۶۴٫۴°شرقی   | ۴۵۹ کیلومتر (۲۸۵ مایل) |                 | [ ۱ ]    |
| ۸ نوامبر ۱۸۳۲   | ۲۰:۱۸:۵۵           | -۶         | جزئی   | ۰٫۱۶۱۲ | —                   | ۶۱°۱۸′شمالی ۱۱۶°۳۰′شرقی / ۶۱٫۳°شمالی ۱۱۶٫۵°شرقی | —                      |                 | [ ۱ ]    |
| ۸ دسامبر ۱۸۳۲   | ۱۳:۲۵:۰۷           | ۳۲         | جزئی   | ۰٫۱۰۵۳ | —                   | ۶۳°۰۰′جنوبی ۱۵°۴۲′شرقی / ۶۳٫۰°جنوبی ۱۵٫۷°شرقی   | —                      |                 | [ ۱ ]    |
| ۵ مه ۱۸۳۱       | ۲۱:۱۱:۴۰           | -۱         | حلقه‌ای | ۰٫۹۹۸۴ | 00 دقیقه و ۰۸ ثانیه | ۵۰°۰۰′جنوبی ۷۹°۱۸′شرقی / ۵۰٫۰°جنوبی ۷۹٫۳°شرقی   | ۱۷ کیلومتر (۱۱ مایل)   |                 | [ ۱ ]    |
| ۲۹ اکتبر ۱۸۳۱   | ۰۵:۲۷:۰۹           | ۴          | مرکب   | ۱٫۰۰۷۴ | 00 دقیقه و ۳۸ ثانیه | ۳۲°۰۶′شمالی ۶۳°۲۴′غربی / ۳۲٫۱°شمالی ۶۳٫۴°غربی   | ۳۶ کیلومتر (۲۲ مایل)   |                 | [ ۱ ]    |
| ۲۵ آوریل ۱۸۳۰   | ۰۳:۰۲:۵۸           | ۹          | حلقه‌ای | ۰٫۹۶۰۷ | 04 دقیقه و ۲۱ ثانیه | ۲°۳۰′جنوبی ۴۴°۱۸′غربی / ۲٫۵°جنوبی ۴۴٫۳°غربی     | ۱۴۵ کیلومتر (۹۰ مایل)  |                 | [ ۱ ]    |
| ۱۸ اکتبر ۱۸۳۰   | ۲۰:۰۱:۵۵           | ۱۴         | کلی    | ۱٫۰۴۷۲ | 03 دقیقه و ۵۶ ثانیه | ۲°۳۶′جنوبی ۵۵°۲۴′شرقی / ۲٫۶°جنوبی ۵۵٫۴°شرقی     | ۱۵۷ کیلومتر (۹۸ مایل)  |                 | [ ۱ ]    |
| ۱۳ آوریل ۱۸۲۹   | ۰۳:۴۷:۲۱           | ۱۹         | حلقه‌ای | ۰٫۹۴۶۴ | 05 دقیقه و ۲۳ ثانیه | ۳۳°۰۶′شمالی ۷۹°۱۸′غربی / ۳۳٫۱°شمالی ۷۹٫۳°غربی   | ۲۳۷ کیلومتر (۱۴۷ مایل) |                 | [ ۱ ]    |
| ۷ اکتبر ۱۸۲۹    | ۱۱:۳۶:۰۷           | ۲۴         | کلی    | ۱٫۰۲۹۰ | 02 دقیقه و ۱۵ ثانیه | ۳۴°۲۴′جنوبی ۱۵۸°۴۲′شرقی / ۳۴٫۴°جنوبی ۱۵۸٫۷°شرقی | ۱۲۷ کیلومتر (۷۹ مایل)  |                 | [ ۱ ]    |
| ۳ مارس ۱۸۲۸     | ۱۸:۳۷:۳۰           | -۹         | جزئی   | ۰٫۲۱۹۳ | —                   | ۶۱°۲۴′جنوبی ۱۶۴°۰۶′غربی / ۶۱٫۴°جنوبی ۱۶۴٫۱°غربی | —                      |                 | [ ۱ ]    |
| ۲ آوریل ۱۸۲۸    | ۰۶:۳۴:۵۲           | ۲۹         | جزئی   | ۰٫۴۳۱۴ | —                   | ۶۰°۳۰′شمالی ۱۷۲°۵۴′شرقی / ۶۰٫۵°شمالی ۱۷۲٫۹°شرقی | —                      |                 | [ ۱ ]    |
| ۲۸ اوت ۱۸۲۸     | ۰۹:۱۳:۳۱           | -۴         | جزئی   | ۰٫۱۹۳۳ | —                   | ۶۱°۴۲′شمالی ۱۹°۵۴′غربی / ۶۱٫۷°شمالی ۱۹٫۹°غربی   | —                      |                 | [ ۱ ]    |
| ۲۶ سپتامبر ۱۸۲۸ | ۲۳:۲۸:۲۴           | ۳۴         | جزئی   | ۰٫۲۷۲۷ | —                   | ۶۰°۴۲′جنوبی ۷۷°۱۲′غربی / ۶۰٫۷°جنوبی ۷۷٫۲°غربی   | —                      |                 | [ ۱ ]    |
| ۲۱ فوریه ۱۸۲۷   | ۰۷:۱۸:۴۰           | ۱          | کلی    | ۱٫۰۴۵۹ | 03 دقیقه و ۱۱ ثانیه | ۵۱°۱۸′جنوبی ۸۴°۱۲′غربی / ۵۱٫۳°جنوبی ۸۴٫۲°غربی   | ۱۹۸ کیلومتر (۱۲۳ مایل) |                 | [ ۱ ]    |
| ۱۷ اوت ۱۸۲۷     | ۱۱:۰۷:۵۲           | ۶          | حلقه‌ای | ۰٫۹۲۸۹ | 05 دقیقه و ۵۳ ثانیه | ۶۲°۳۶′شمالی ۱۳۳°۴۲′غربی / ۶۲٫۶°شمالی ۱۳۳٫۷°غربی | ۴۱۴ کیلومتر (۲۵۷ مایل) |                 | [ ۱ ]    |
| ۱۰ فوریه ۱۸۲۶   | ۲۳:۳۷:۳۶           | ۱۱         | کلی    | ۱٫۰۶۲۷ | 05 دقیقه و ۲۶ ثانیه | ۱۵°۱۲′جنوبی ۵°۱۸′شرقی / ۱۵٫۲°جنوبی ۵٫۳°شرقی     | ۲۰۶ کیلومتر (۱۲۸ مایل) |                 | [ ۱ ]    |
| ۶ اوت ۱۸۲۶      | ۱۱:۱۵:۱۵           | ۱۶         | حلقه‌ای | ۰٫۹۴۹۱ | 06 دقیقه و ۰۱ ثانیه | ۲۳°۲۴′شمالی ۱۷۱°۳۰′غربی / ۲۳٫۴°شمالی ۱۷۱٫۵°غربی | ۱۸۷ کیلومتر (۱۱۶ مایل) |                 | [ ۱ ]    |
| ۳۱ ژانویه ۱۸۲۵  | ۱۴:۵۵:۵۴           | ۲۱         | کلی    | ۱٫۰۱۹۴ | 01 دقیقه و ۴۷ ثانیه | ۲۹°۴۸′شمالی ۱۲۱°۳۰′شرقی / ۲۹٫۸°شمالی ۱۲۱٫۵°شرقی | ۱۰۹ کیلومتر (۶۸ مایل)  |                 | [ ۱ ]    |
| ۲۵ ژوئیه ۱۸۲۵   | ۱۶:۴۸:۴۱           | ۲۶         | حلقه‌ای | ۰٫۹۹۵۹ | 00 دقیقه و ۲۶ ثانیه | ۲۱°۰۶′جنوبی ۹۴°۲۴′شرقی / ۲۱٫۱°جنوبی ۹۴٫۴°شرقی   | ۲۰ کیلومتر (۱۲ مایل)   |                 | [ ۱ ]    |
| ۲۱ دسامبر ۱۸۲۵  | ۰۸:۳۴:۱۰           | -۷         | جزئی   | ۰٫۳۶۷۹ | —                   | ۶۶°۵۴′جنوبی ۴۹°۵۴′شرقی / ۶۶٫۹°جنوبی ۴۹٫۹°شرقی   | —                      |                 | [ ۱ ]    |
| ۱۵ ژوئن ۱۸۲۴    | ۲۲:۱۳:۱۹           | -۲         | جزئی   | ۰٫۷۴۹۸ | —                   | ۶۷°۴۲′شمالی ۱۴۸°۲۴′غربی / ۶۷٫۷°شمالی ۱۴۸٫۴°غربی | —                      |                 | [ ۱ ]    |
| ۱۵ ژوئیه ۱۸۲۴   | ۰۵:۳۸:۰۷           | ۳۶         | جزئی   | ۰٫۲۶۵۹ | —                   | ۶۵°۰۰′جنوبی ۱۰۸°۰۶′غربی / ۶۵٫۰°جنوبی ۱۰۸٫۱°غربی | —                      |                 | [ ۱ ]    |
| ۱۰ دسامبر ۱۸۲۴  | ۰۸:۱۰:۴۸           | ۳          | حلقه‌ای | ۰٫۹۱۴۰ | 07 دقیقه و ۴۸ ثانیه | ۶۵°۰۰′جنوبی ۱۳۶°۱۲′غربی / ۶۵٫۰°جنوبی ۱۳۶٫۲°غربی | ۴۵۶ کیلومتر (۲۸۳ مایل) |                 | [ ۱ ]    |
| ۵ ژوئن ۱۸۲۳     | ۱۵:۲۵:۳۰           | ۸          | کلی    | ۱٫۰۶۸۶ | 05 دقیقه و ۲۰ ثانیه | ۴۴°۱۸′شمالی ۱۱۷°۱۸′شرقی / ۴۴٫۳°شمالی ۱۱۷٫۳°شرقی | ۲۴۶ کیلومتر (۱۵۳ مایل) |                 | [ ۱ ]    |
| ۲۹ نوامبر ۱۸۲۳  | ۰۸:۴۶:۰۶           | ۱۳         | حلقه‌ای | ۰٫۹۴۵۱ | 06 دقیقه و ۴۹ ثانیه | ۱۸°۳۶′جنوبی ۱۳۷°۱۲′غربی / ۱۸٫۶°جنوبی ۱۳۷٫۲°غربی | ۲۰۲ کیلومتر (۱۲۶ مایل) |                 | [ ۱ ]    |
| ۲۶ مه ۱۸۲۲      | ۰۵:۳۵:۵۶           | ۱۸         | کلی    | ۱٫۰۲۱۲ | 02 دقیقه و ۱۸ ثانیه | ۳°۱۸′جنوبی ۸۶°۴۲′غربی / ۳٫۳°جنوبی ۸۶٫۷°غربی     | ۷۷ کیلومتر (۴۸ مایل)   |                 | [ ۱ ]    |
| ۱۸ نوامبر ۱۸۲۲  | ۱۶:۱۰:۴۷           | ۲۳         | حلقه‌ای | ۰٫۹۹۴۵ | 00 دقیقه و ۳۳ ثانیه | ۲۷°۱۲′شمالی ۱۲۰°۵۴′شرقی / ۲۷٫۲°شمالی ۱۲۰٫۹°شرقی | ۲۶ کیلومتر (۱۶ مایل)   |                 | [ ۱ ]    |
| ۱۴ مه ۱۸۲۱      | ۱۳:۰۱:۴۳           | ۲۸         | جزئی   | ۰٫۶۶۶۷ | —                   | ۷۰°۱۸′جنوبی ۱۵۵°۳۶′غربی / ۷۰٫۳°جنوبی ۱۵۵٫۶°غربی | —                      |                 | [ ۱ ]    |
| ۸ اکتبر ۱۸۲۱    | ۱۹:۱۴:۵۰           | -۵         | جزئی   | ۰٫۳۲۹۸ | —                   | ۷۱°۳۶′جنوبی ۲۴°۱۲′غربی / ۷۱٫۶°جنوبی ۲۴٫۲°غربی   | —                      |                 | [ ۱ ]    |
| ۷ نوامبر ۱۸۲۱   | ۰۵:۴۹:۱۲           | ۳۳         | جزئی   | ۰٫۴۱۰۸ | —                   | ۷۰°۴۲′شمالی ۴۰°۱۲′غربی / ۷۰٫۷°شمالی ۴۰٫۲°غربی   | —                      |                 | [ ۱ ]    |
| ۳ آوریل ۱۸۲۰    | ۲۳:۳۴:۱۴           | ۰          | حلقه‌ای | ۰٫۹۴۴۶ | 04 دقیقه و ۴۹ ثانیه | ۵۸°۱۲′شمالی ۲۸°۰۶′غربی / ۵۸٫۲°شمالی ۲۸٫۱°غربی   | ۴۶۵ کیلومتر (۲۸۹ مایل) |                 | [ ۱ ]    |
| ۲۸ سپتامبر ۱۸۲۰ | ۱۰:۱۷:۰۲           | ۵          | کلی    | ۱٫۰۱۷۱ | 01 دقیقه و ۲۶ ثانیه | ۳۹°۳۰′جنوبی ۱۷۵°۳۶′غربی / ۳۹٫۵°جنوبی ۱۷۵٫۶°غربی | ۸۴ کیلومتر (۵۲ مایل)   |                 | [ ۱ ]    |
| ۲۴ مارس ۱۸۱۹    | ۰۴:۰۱:۱۵           | ۱۰         | حلقه‌ای | ۰٫۹۹۳۹ | 00 دقیقه و ۴۰ ثانیه | ۰°۴۸′شمالی ۶۳°۳۶′غربی / ۰٫۸°شمالی ۶۳٫۶°غربی     | ۲۱ کیلومتر (۱۳ مایل)   |                 | [ ۱ ]    |
| ۱۷ سپتامبر ۱۸۱۹ | ۲۰:۲۶:۳۹           | ۱۵         | حلقه‌ای | ۰٫۹۷۰۰ | 03 دقیقه و ۲۸ ثانیه | ۷°۱۸′شمالی ۴۸°۴۸′شرقی / ۷٫۳°شمالی ۴۸٫۸°شرقی     | ۱۰۸ کیلومتر (۶۷ مایل)  |                 | [ ۱ ]    |
| ۱۳ مارس ۱۸۱۸    | ۱۵:۳۵:۲۴           | ۲۰         | کلی    | ۱٫۰۴۲۱ | 03 دقیقه و ۱۴ ثانیه | ۴۷°۱۲′جنوبی ۱۴۱°۰۶′شرقی / ۴۷٫۲°جنوبی ۱۴۱٫۱°شرقی | ۱۸۳ کیلومتر (۱۱۴ مایل) |                 | [ ۱ ]    |
| ۶ سپتامبر ۱۸۱۸  | ۲۳:۲۵:۴۲           | ۲۵         | حلقه‌ای | ۰٫۹۲۷۹ | 06 دقیقه و ۴۵ ثانیه | ۵۵°۳۶′شمالی ۲۳°۱۸′شرقی / ۵۵٫۶°شمالی ۲۳٫۳°شرقی   | ۳۸۲ کیلومتر (۲۳۷ مایل) |                 | [ ۱ ]    |
| ۱ فوریه ۱۸۱۷    | ۲۳:۱۶:۵۳           | -۸         | جزئی   | ۰٫۵۳۴۵ | —                   | ۶۸°۰۶′شمالی ۵°۳۶′غربی / ۶۸٫۱°شمالی ۵٫۶°غربی     | —                      |                 | [ ۱ ]    |
| ۲ مارس ۱۸۱۷     | ۰۷:۴۴:۵۴           | ۳۰         | جزئی   | ۰٫۳۸۶۱ | —                   | ۷۰°۲۴′جنوبی ۱۴°۱۸′شرقی / ۷۰٫۴°جنوبی ۱۴٫۳°شرقی   | —                      |                 | [ ۱ ]    |
| ۲۷ ژوئیه ۱۸۱۷   | ۰۷:۱۹:۰۰           | -۳         | جزئی   | ۰٫۱۱۴۱ | —                   | ۶۷°۰۶′جنوبی ۱۱۹°۳۶′غربی / ۶۷٫۱°جنوبی ۱۱۹٫۶°غربی | —                      |                 | [ ۱ ]    |
| ۲۵ اوت ۱۸۱۷     | ۲۲:۵۹:۴۷           | ۳۵         | جزئی   | ۰٫۲۷۲۴ | —                   | ۶۹°۴۸′شمالی ۱۵۳°۳۶′شرقی / ۶۹٫۸°شمالی ۱۵۳٫۶°شرقی | —                      |                 | [ ۱ ]    |
| ۲۱ ژانویه ۱۸۱۶  | ۱۳:۲۱:۲۰           | ۲          | مرکب   | ۱٫۰۰۴۸ | 00 دقیقه و ۳۱ ثانیه | ۱۳°۱۲′شمالی ۱۵۷°۴۸′شرقی / ۱۳٫۲°شمالی ۱۵۷٫۸°شرقی | ۲۱ کیلومتر (۱۳ مایل)   |                 | [ ۱ ]    |
| ۱۶ ژوئیه ۱۸۱۶   | ۱۵:۰۶:۲۰           | ۷          | کلی    | ۱٫۰۱۵۱ | 01 دقیقه و ۳۵ ثانیه | ۱۹°۳۶′جنوبی ۱۲۹°۴۸′شرقی / ۱۹٫۶°جنوبی ۱۲۹٫۸°شرقی | ۷۱ کیلومتر (۴۴ مایل)   |                 | [ ۱ ]    |
| ۱۰ ژانویه ۱۸۱۵  | ۲۰:۵۷:۳۳           | ۱۲         | حلقه‌ای | ۰٫۹۵۰۶ | 05 دقیقه و ۴۳ ثانیه | ۳۱°۱۸′جنوبی ۴۳°۰۰′شرقی / ۳۱٫۳°جنوبی ۴۳٫۰°شرقی   | ۱۸۳ کیلومتر (۱۱۴ مایل) |                 | [ ۱ ]    |
| ۶ ژوئیه ۱۸۱۵    | ۰۵:۳۱:۴۷           | ۱۷         | کلی    | ۱٫۰۶۸۲ | 05 دقیقه و ۵۶ ثانیه | ۲۸°۳۰′شمالی ۹۰°۰۰′غربی / ۲۸٫۵°شمالی ۹۰٫۰°غربی   | ۲۲۳ کیلومتر (۱۳۹ مایل) |                 | [ ۱ ]    |
| ۳۰ دسامبر ۱۸۱۵  | ۲۱:۴۱:۱۳           | ۲۲         | حلقه‌ای | ۰٫۹۱۴۶ | 06 دقیقه و ۳۴ ثانیه | ۷۸°۴۸′جنوبی ۶°۴۸′غربی / ۷۸٫۸°جنوبی ۶٫۸°غربی     | ۶۰۸ کیلومتر (۳۷۸ مایل) |                 | [ ۱ ]    |
| ۲۵ ژوئن ۱۸۱۴    | ۲۲:۳۸:۳۲           | ۲۷         | کلی    | ۱٫۰۶۵۶ | 03 دقیقه و ۴۹ ثانیه | ۷۴°۰۶′شمالی ۲۳°۰۶′غربی / ۷۴٫۱°شمالی ۲۳٫۱°غربی   | ۳۶۹ کیلومتر (۲۲۹ مایل) |                 | [ ۱ ]    |
| ۲۰ نوامبر ۱۸۱۴  | ۰۴:۴۱:۴۴           | -۶         | جزئی   | ۰٫۱۶۷۰ | —                   | ۶۱°۵۴′شمالی ۱۹°۵۴′غربی / ۶۱٫۹°شمالی ۱۹٫۹°غربی   | —                      |                 | [ ۱ ]    |
| ۱۹ دسامبر ۱۸۱۴  | ۲۱:۲۹:۱۰           | ۳۲         | جزئی   | ۰٫۱۱۹۶ | —                   | ۶۳°۵۴′جنوبی ۱۱۶°۳۰′غربی / ۶۳٫۹°جنوبی ۱۱۶٫۵°غربی | —                      |                 | [ ۱ ]    |
| ۱۶ مه ۱۸۱۳      | ۰۴:۰۳:۲۰           | -۱         | جزئی   | ۰٫۹۴۲۹ | —                   | ۶۱°۳۰′جنوبی ۶°۲۴′غربی / ۶۱٫۵°جنوبی ۶٫۴°غربی     | —                      |                 | [ ۱ ]    |
| ۸ نوامبر ۱۸۱۳   | ۱۴:۱۱:۰۰           | ۴          | مرکب   | ۱٫۰۰۹۴ | 00 دقیقه و ۴۹ ثانیه | ۲۸°۴۸′شمالی ۱۶۱°۱۲′شرقی / ۲۸٫۸°شمالی ۱۶۱٫۲°شرقی | ۴۵ کیلومتر (۲۸ مایل)   |                 | [ ۱ ]    |
| ۵ مه ۱۸۱۲       | ۰۹:۲۷:۲۶           | ۹          | حلقه‌ای | ۰٫۹۵۹۲ | 04 دقیقه و ۳۹ ثانیه | ۳°۲۴′جنوبی ۱۴۱°۰۶′غربی / ۳٫۴°جنوبی ۱۴۱٫۱°غربی   | ۱۵۳ کیلومتر (۹۵ مایل)  |                 | [ ۱ ]    |
| ۲۹ اکتبر ۱۸۱۲   | ۰۴:۵۲:۱۵           | ۱۴         | کلی    | ۱٫۰۴۶۴ | 03 دقیقه و ۵۳ ثانیه | ۶°۴۸′جنوبی ۷۹°۱۸′غربی / ۶٫۸°جنوبی ۷۹٫۳°غربی     | ۱۵۵ کیلومتر (۹۶ مایل)  |                 | [ ۱ ]    |
| ۲۴ آوریل ۱۸۱۱   | ۱۰:۰۹:۵۱           | ۱۹         | حلقه‌ای | ۰٫۹۴۹۵ | 05 دقیقه و ۰۶ ثانیه | ۳۲°۳۰′شمالی ۱۷۴°۱۸′غربی / ۳۲٫۵°شمالی ۱۷۴٫۳°غربی | ۲۱۰ کیلومتر (۱۳۰ مایل) |                 | [ ۱ ]    |
| ۱۸ اکتبر ۱۸۱۱   | ۲۰:۱۶:۲۰           | ۲۴         | کلی    | ۱٫۰۲۵۱ | 01 دقیقه و ۵۴ ثانیه | ۳۸°۲۴′جنوبی ۲۵°۳۰′شرقی / ۳۸٫۴°جنوبی ۲۵٫۵°شرقی   | ۱۱۰ کیلومتر (۶۸ مایل)  |                 | [ ۱ ]    |
| ۱۵ مارس ۱۸۱۰    | ۰۱:۵۹:۰۹           | -۹         | جزئی   | ۰٫۱۲۶۱ | —                   | ۶۱°۰۰′جنوبی ۷۴°۵۴′شرقی / ۶۱٫۰°جنوبی ۷۴٫۹°شرقی   | —                      |                 | [ ۱ ]    |
| ۱۳ آوریل ۱۸۱۰   | ۱۳:۲۴:۱۹           | ۲۹         | جزئی   | ۰٫۵۶۸۴ | —                   | ۶۰°۳۰′شمالی ۶۰°۰۶′شرقی / ۶۰٫۵°شمالی ۶۰٫۱°شرقی   | —                      |                 | [ ۱ ]    |
| ۸ سپتامبر ۱۸۱۰  | ۱۶:۵۳:۴۹           | -۴         | جزئی   | ۰٫۱۳۶۷ | —                   | ۶۱°۱۲′شمالی ۱۴۵°۳۶′غربی / ۶۱٫۲°شمالی ۱۴۵٫۶°غربی | —                      |                 | [ ۱ ]    |
| ۸ اکتبر ۱۸۱۰    | ۰۷:۴۳:۵۶           | ۳۴         | جزئی   | ۰٫۲۸۶۲ | —                   | ۶۰°۳۶′جنوبی ۱۴۸°۳۰′شرقی / ۶۰٫۶°جنوبی ۱۴۸٫۵°شرقی | —                      |                 | [ ۱ ]    |
| ۳ مارس ۱۸۰۹     | ۱۵:۰۹:۴۳           | ۱          | کلی    | ۱٫۰۵۰۶ | 03 دقیقه و ۲۸ ثانیه | ۴۹°۴۸′جنوبی ۱۵۹°۴۲′شرقی / ۴۹٫۸°جنوبی ۱۵۹٫۷°شرقی | ۲۲۹ کیلومتر (۱۴۲ مایل) |                 | [ ۱ ]    |
| ۲۷ اوت ۱۸۰۹     | ۱۸:۲۰:۰۰           | ۶          | حلقه‌ای | ۰٫۹۲۴۴ | 06 دقیقه و ۱۲ ثانیه | ۶۰°۵۴′شمالی ۱۲۳°۰۰′شرقی / ۶۰٫۹°شمالی ۱۲۳٫۰°شرقی | ۴۸۲ کیلومتر (۳۰۰ مایل) |                 | [ ۱ ]    |
| ۲۱ فوریه ۱۸۰۸   | ۰۷:۴۲:۰۲           | ۱۱         | کلی    | ۱٫۰۶۵۴ | 05 دقیقه و ۳۱ ثانیه | ۱۴°۲۴′جنوبی ۱۱۶°۴۸′غربی / ۱۴٫۴°جنوبی ۱۱۶٫۸°غربی | ۲۱۴ کیلومتر (۱۳۳ مایل) |                 | [ ۱ ]    |
| ۱۶ اوت ۱۸۰۸     | ۱۸:۲۷:۱۸           | ۱۶         | حلقه‌ای | ۰٫۹۴۸۱ | 05 دقیقه و ۵۵ ثانیه | ۲۳°۳۶′شمالی ۸۰°۱۸′شرقی / ۲۳٫۶°شمالی ۸۰٫۳°شرقی   | ۱۹۲ کیلومتر (۱۱۹ مایل) |                 | [ ۱ ]    |
| ۱۰ فوریه ۱۸۰۷   | ۲۲:۵۷:۰۳           | ۲۱         | کلی    | ۱٫۰۲۰۴ | 01 دقیقه و ۵۱ ثانیه | ۲۸°۱۸′شمالی ۲°۳۶′غربی / ۲۸٫۳°شمالی ۲٫۶°غربی     | ۱۰۶ کیلومتر (۶۶ مایل)  |                 | [ ۱ ]    |
| ۶ اوت ۱۸۰۷      | ۰۰:۱۸:۴۲           | ۲۶         | حلقه‌ای | ۰٫۹۹۷۱ | 00 دقیقه و ۱۸ ثانیه | ۱۷°۵۴′جنوبی ۲۱°۱۸′غربی / ۱۷٫۹°جنوبی ۲۱٫۳°غربی   | ۱۳ کیلومتر (۸٫۱ مایل)  |                 | [ ۱ ]    |
| ۱ ژانویه ۱۸۰۶   | ۱۶:۳۰:۳۲           | -۷         | جزئی   | ۰٫۳۴۱۵ | —                   | ۶۵°۴۸′جنوبی ۸۱°۳۶′غربی / ۶۵٫۸°جنوبی ۸۱٫۶°غربی   | —                      |                 | [ ۱ ]    |
| ۳۱ ژانویه ۱۸۰۶  | ۰۸:۳۰:۵۷           | ۳۱         | جزئی   | ۰٫۰۰۸۱ | —                   | ۶۳°۱۸′شمالی ۱۶۷°۵۴′غربی / ۶۳٫۳°شمالی ۱۶۷٫۹°غربی | —                      |                 | [ ۱ ]    |
| ۲۷ ژوئن ۱۸۰۶    | ۰۵:۴۳:۴۳           | -۲         | جزئی   | ۰٫۶۲۲۷ | —                   | ۶۶°۴۲′شمالی ۸۶°۱۸′شرقی / ۶۶٫۷°شمالی ۸۶٫۳°شرقی   | —                      |                 | [ ۱ ]    |
| ۲۶ ژوئیه ۱۸۰۶   | ۱۳:۲۰:۲۷           | ۳۶         | جزئی   | ۰٫۳۷۴۷ | —                   | ۶۴°۰۶′جنوبی ۱۲۴°۴۲′شرقی / ۶۴٫۱°جنوبی ۱۲۴٫۷°شرقی | —                      |                 | [ ۱ ]    |
| ۲۱ دسامبر ۱۸۰۶  | ۱۶:۰۴:۲۱           | ۳          | حلقه‌ای | ۰٫۹۱۵۹ | 07 دقیقه و ۲۶ ثانیه | ۶۷°۴۸′جنوبی ۱۱۱°۵۴′شرقی / ۶۷٫۸°جنوبی ۱۱۱٫۹°شرقی | ۴۵۱ کیلومتر (۲۸۰ مایل) |                 | [ ۱ ]    |
| ۱۵ ژوئن ۱۸۰۵    | ۲۲:۴۷:۴۱           | ۸          | کلی    | ۱٫۰۶۴۳ | 04 دقیقه و ۴۷ ثانیه | ۵۱°۲۴′شمالی ۶°۳۶′شرقی / ۵۱٫۴°شمالی ۶٫۶°شرقی     | ۲۴۲ کیلومتر (۱۵۰ مایل) |                 | [ ۱ ]    |
| ۹ دسامبر ۱۸۰۵   | ۱۷:۰۰:۳۵           | ۱۳         | حلقه‌ای | ۰٫۹۴۸۷ | 06 دقیقه و ۱۸ ثانیه | ۲۱°۱۸′جنوبی ۹۸°۱۲′شرقی / ۲۱٫۳°جنوبی ۹۸٫۲°شرقی   | ۱۸۸ کیلومتر (۱۱۷ مایل) |                 | [ ۱ ]    |
| ۵ ژوئن ۱۸۰۴     | ۱۲:۳۳:۲۹           | ۱۸         | کلی    | ۱٫۰۱۷۱ | 01 دقیقه و ۵۴ ثانیه | ۴°۰۰′شمالی ۱۶۵°۱۲′شرقی / ۴٫۰°شمالی ۱۶۵٫۲°شرقی   | ۶۱ کیلومتر (۳۸ مایل)   |                 | [ ۱ ]    |
| ۲۹ نوامبر ۱۸۰۴  | ۰۰:۵۱:۰۵           | ۲۳         | حلقه‌ای | ۰٫۹۹۷۹ | 00 دقیقه و ۱۳ ثانیه | ۲۴°۲۴′شمالی ۱۳°۱۲′غربی / ۲۴٫۴°شمالی ۱۳٫۲°غربی   | ۱۰ کیلومتر (۶٫۲ مایل)  |                 | [ ۱ ]    |
| ۲۵ مه ۱۸۰۳      | ۱۹:۲۹:۵۸           | ۲۸         | جزئی   | ۰٫۸۰۸۳ | —                   | ۶۹°۳۰′جنوبی ۹۳°۰۰′شرقی / ۶۹٫۵°جنوبی ۹۳٫۰°شرقی   | —                      |                 | [ ۱ ]    |
| ۲۰ اکتبر ۱۸۰۳   | ۰۴:۰۱:۴۸           | -۵         | جزئی   | ۰٫۳۲۱۳ | —                   | ۷۱°۲۴′جنوبی ۱۷۱°۵۴′غربی / ۷۱٫۴°جنوبی ۱۷۱٫۹°غربی | —                      |                 | [ ۱ ]    |
| ۱۸ نوامبر ۱۸۰۳  | ۱۴:۴۲:۲۳           | ۳۳         | جزئی   | ۰٫۴۱۱۰ | —                   | ۶۹°۵۴′شمالی ۱۷۱°۳۶′شرقی / ۶۹٫۹°شمالی ۱۷۱٫۶°شرقی | —                      |                 | [ ۱ ]    |
| ۱۵ آوریل ۱۸۰۲   | ۰۶:۰۵:۱۳           | ۰          | حلقه‌ای | ۰٫۹۴۴۷ | 04 دقیقه و ۰۲ ثانیه | ۷۰°۱۸′شمالی ۱۶۰°۰۶′غربی / ۷۰٫۳°شمالی ۱۶۰٫۱°غربی | ۹۸۸ کیلومتر (۶۱۴ مایل) |                 | [ ۱ ]    |
| ۹ اکتبر ۱۸۰۲    | ۱۸:۴۹:۰۲           | ۵          | مرکب   | ۱٫۰۱۱۹ | 00 دقیقه و ۵۸ ثانیه | ۴۴°۳۰′جنوبی ۵۲°۰۰′شرقی / ۴۴٫۵°جنوبی ۵۲٫۰°شرقی   | ۶۰ کیلومتر (۳۷ مایل)   |                 | [ ۱ ]    |
| ۳ آوریل ۱۸۰۱    | ۱۱:۰۴:۰۵           | ۱۰         | حلقه‌ای | ۰٫۹۹۹۷ | 00 دقیقه و ۰۲ ثانیه | ۸°۴۲′شمالی ۱۷۳°۲۴′غربی / ۸٫۷°شمالی ۱۷۳٫۴°غربی   | ۱ کیلومتر (۰٫۶۲ مایل)  |                 | [ ۱ ]    |
| ۲۸ سپتامبر ۱۸۰۱ | ۰۴:۲۸:۲۵           | ۱۵         | حلقه‌ای | ۰٫۹۶۴۴ | 04 دقیقه و ۰۹ ثانیه | ۲°۰۰′شمالی ۷۴°۱۸′غربی / ۲٫۰°شمالی ۷۴٫۳°غربی     | ۱۲۹ کیلومتر (۸۰ مایل)  |                 | [ ۱ ]    |